# Синагоги Львова

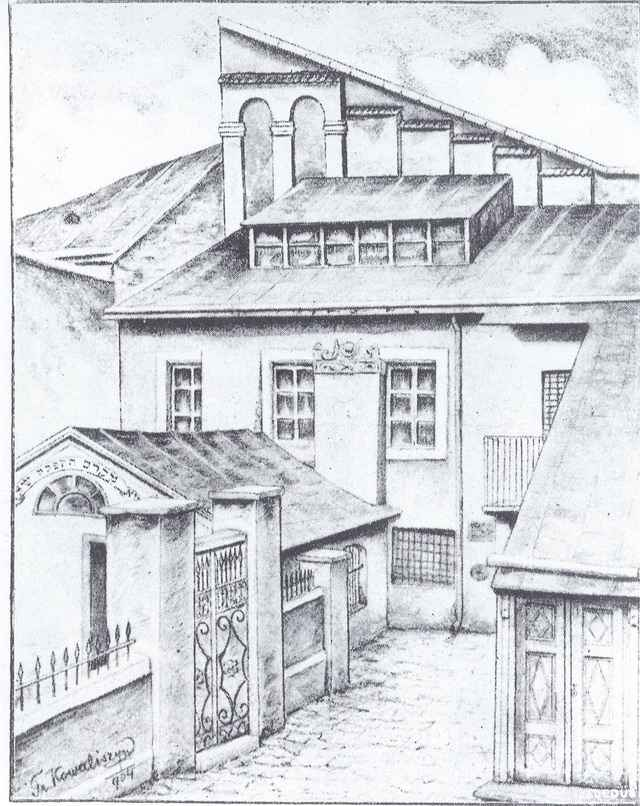
Золота Роза

Одна з найстарших синагог у Львові була дерев'яною, про це свідчать дерев'яні балки, які знайшли під час будівництва будинку на вул. Бляхарській, 29.
Синагоги були важливими урбаністичними елементами, з ними пов'язані імена визначних львівських рабинів, вчених, будівничих, малярів. До другої світової війни у Львові було понад 200 синагог (понад 40 великих синагог і 160 малих), а загальна кількість всіх синагог, молитовних будинків і приватних міньянів сягала 350, проте зараз чинна одна синагога — Цорі Ґілод сучасної релігійної громади «Бейс Аарон ве-Ісраель». Від активного колишнього життя львівських юдеїв залишилися дві синагоги та ще кілька невеликих хасидських молитовних будинків.

## Відомі синагоги Львова
У самій єврейській громаді численні львівські синагоги поділялися на великі синагоги — шул на їдиші (або бейт га-кнесет га-ґадоль на івриті), малі синагоги — шилехл, хасидські синагоги — клойз, доми навчання — бейт-мідраш.
Кожна синагога у Львові крім своєї загальноприйнятої назви мала ще одне ім'я на івриті, взяте з вірша Святого Письма, крім Великої міської і Великої передміської синагог.
- Дерев'яна синагога, споруджена в другій половині XIV століття (в районі вул. Бляхарської, 29). Не збереглася. Завдяки археологічним розкопкам було знайдено деякі предмети та елементи конструкції цієї синагоги, зокрема розкішно оздоблені балки з гебрейськими написами.
- Перша мурована синагога в готичному стилі, споруджена на Краківському передмісті 1555 року. Не збереглася.
- Велика передміська синагога — «Форштатер шул» — була побудована в 1624—1630 роках та розташовувалася на Краківському передмісті (звідки отримала свою назву), на вулиці Божничій, 16 (нинішня вул. Сянська). Після зруйнування синагога не відбудовувалася, на її місці влаштовано сквер, на частині якого пізніше побудований ринок «Добробут». В прибудовах і на верхньому поверсі при Великій передміській синагозі існував ще ряд невеликих синагог:
- синагога «Зовхей цедек» («різників»).
- синагога «Меламдім шул» («вчителів»).
- синагога «Хаютім ґдолім» («великих кравців») — з 1784 року.
- синагога «Хаютім ктанім» («малих кравців», ще одна синагога «Хаютім ктанім» була при Міському бейт-мідраші).
- синагога «Менакрім».
- синагога «Носей катоф» (вантажників).
- синагога «Маркієй пахім» (бляхарів).
- синагога «Цаярім» («малярів»)[7] або «Цеїрім» («молодих»)[8][9][10].
- Велика міська синагога — була збудована 1801 року в стилі класицизму на місці готичної з 1555 року.
- Синагога «Золота Роза» («Синагога Нахмановича», синагога «Турей Загав») — була пам'ятником архітектури ренесансу, святинею львівської єврейської міської громади.
- Міський Бейт-Мідраш — «Бейт мідраш де-тох га-ір» — на вул. Боїмів, 41 (нинішня вул. Староєврейська), зведений у 1797 році, зруйнований у 1941 році. На другому поверсі його було декілька малих синагог:
- «Клойз Люблін» (з 1811 р.).
- синагога «Хаютім ґдойлім»[11].
- синагога «Хніон Далім Хаютім ктанім».
- синагога «Шмуклерів».
- синагога «Бляхарів».
- синагога «Обивщиків».
- синагога «Сіфтей ренанім» («Уста оспівують») товариства «Хевра Тегілім» («читаючих Псалми»).
- синагога «Асирі» («Десятий»), в якому молився обмежений мін'ян з десяти вчених і богобоязних євреїв, які до того ж постилися кожен десятий день.
- Синагога «Бейс-алмін юшон» (Староцвинтарна синагога) або «Бейс-ойлом шул» — на вул. Раппопорта, 2 — одна з найдавніших у Львові, відома з другої половини XVII століття[12]. Зруйнована 1941 році.
- Синагога «Хасидим Шул» — втрачена хасидська синагога. Знаходилась на вул. Божничій, 4 — це на розі нинішніх вулиць Лазневої і Сянської, зведена в 1791 р., зруйнована нацистами в 1941 р.
- Велика синагога «Асей Тов» («Твори добро»), відома також як синагога Сикстуська, а також «Шайноха шул» — була в гебрейському кварталі на лівому березі річки Полтви, на вулиці Шайнохи, № 6 (раніше Зайтенґассе; нині вул. Банківська). У ній молилися представники заможних і аристократичних сімей. Перший запис про неї в документах Львівського магістрату датується 5 серпня 1828 року. У 1857 році вона була перебудована в комплексі з будівлею.
- Бейт-мідраша, відомого як «Шайноха Бейт-мідраш»[13], за проєктом архітектора Шмідта.
- «Сикстуський клойз» або «Вовчес клойз» (або «Вольфце Шейнблюмс шилехл») — був побудований Мордехаєм Раппопортом і Вольфом (Вовче) Шейнблюмом у подвір'ї Сикстуської синагоги в 1843 році, тут молилися та навчалися хасиди. Синагога, Бейт-мідраш і клойз були спалені німцями в серпні 1941 року.
- Синагога «Хадашим» або «Янкеле Ґланцер Шул»[14], вулиця Вугільна, 3. Споруджена 1844 року, була клойзом белзьких хасидів.
- Поступова Синагога (Темпель) — львівська поступова (прогресивна) синагога «Гейхал га-неорім» («Храм освічених»), звана «Темпель» (храм), стала першою синагогою реформованого типу в Галичині — з 1846 року. Зруйнована у 1941 році.
- Синагога «Ковеа ітім ле-Тора» або «Ковеа Ітім шул»[15] на вул. Шпитальній, 4, на розі з вул. Казимира Великого (нинішня вул. Городоцька). Двоповерхова будівля: на першому поверсі була власне синагога, а на другому — Бейт-мідраш. Зруйнована у 1941 році[16].
- Синагога «Агавас Хесед шель Емес» на вул. Шпитальній, 23[17], заснована у 1913 році.
- Синагога Лікермана або синагога «Лев Ісраель» («Серце Ізраїля») — дуже гарна синагога, була побудована на власні кошти Шабсе Лікермана — власника садиби — на вул. Личаківській, 165. Церемонія закладання першого каменя, в якій брали участь головні львівські рабини Арьє Лейб Бройда і Мешулам Салат, відбулася 18 серпня 1910 року в день святкування 80-ліття імператора Франца Йосифа, про що була надіслана святкова телеграма імператорові. Синагога була зруйнована німцями під час окупації.
- Синагога «Нецах Ісраель» («Вічність Ізраїлю») — на вул. Личаківській, 225. Перебудована на крамницю.
- Синагога «Зіхрон Йосеф Барах»[18] — побудована Йосефом Барахом у 1897 році у подвір'ї будинку на вул. Софії Яблонської, 3. Синагога була зруйнована німцями під час окупації. Залишилися рештки розпису на зруйнованих стінах[19].
- Синагога «Зіхрон реб Хаїм Шлойме Феркойф» — на вул. Під Дубом, 7[20].
- Синагога «Ор га-юшор — Мефоршей га-ям» («Пряме світло» або інша назва «Перепливаючі море» — на честь талмудичної праці одного з видатних львівських рабинів Мордехая-Зеева Еттінґера, 1804—1863) — з 1842 року на розі вулиць Князя Лева та Мукачівської. Синагога була зруйнована німцями під час окупації.
- Синагога «Га-рав Йосеф Шоіль Натанзон» — на вул. Скарбковській (нинішня вул. Лесі Українки), 15[21], названа на честь рабина Львова Йосефа Шауля Натанзона[22].
- Синагога «Ребе Йоселе» — одного з учнів «Провидця з Любліна» — клойз на вул. Князя Лева. Була місцем молитви для хасидів і вивчення Тори.
- Синагога «Ребе Бецалель Маґід» («проповідника») — клойз на вул. Об'яздовій, 8 (нинішня вул. Долинського)[23]. В ній молилися хасиди з вулиць Замарстинівскій і Жовківській. Також була центром вивчення Тори.
- Синагога «Зіхрон га-рав Мешулем Зисе» або «Ткацька шул» — клойз львівського рабина-проповідника Мешулема-Зусі (помер у 1855 році). Знаходилася на вул. Ткацькій, 5[24].
- Синагога «Аґудас гу-рав Мешилем Зисе» — на вул. Старотандетній, 7 (нинішня вул. Мулярська)[25].
- Синагога «Маґід Мешурім» («Проповідник») — на вул. Стрілецькій (нинішня вул. Гавришкевича). На честь львівського рабина-проповідника Мешулема-Зусі (помер у 1855 році).
- Синагога «Шевет ахім» — на вул. Байзера, 1 (нинішня вул. Мосяжна)[26]. Синагога була зруйнована німцями під час окупації.
- Синагога «Хевра кадіша» («Святе братство» — таку назву мало юдейське похоронне братство), що на вул. Шенявській, 5 (нинішня вул. Ужгородська), при синагозі була також єшива «Ец хаїм» («Дерево життя»). Свій власний будинок для синагоги і єшиви подарував благодійник Шмуель Каліш. Після переїзду Похоронного братства на інше місце синагога продовжувала бути чинною для всіх мешканців району. Будівля була знесена у 1960-х роках, під час будівництва корпусу 1-ї міської клінічної лікарні[27].
- Синагога Шпрехера — на подвір'ї будинку на вул. Казимира Великого, 47 (нинішня вул. Городоцька, 45).
- Бейс Тагара (цвинтарна каплиця) — синагога на Новому єврейському цвинтарі на вул. Пилиховській (нинішня вул. Єрошенка), зведена у 1912—1913 роках. Будівля не збереглася.
- Синагога «Алос Ефраїм»[11], або «Бейс Ойлом шилехл» («Цвинтарна синагога»)[28] — синагога на Новому єврейському цвинтарі — вул. Піліховська, 3 (нинішня вул. Єрошенка), зведена у 1856 році на кошти Ефраїма Вікселя. Синагога була зруйнована німцями під час окупації.
- Великий Бейт-мідраш Передмістя — зведений у 1793 році, триповерхова будівля на вул. Божничій, 5 (нинішня вул. Сянська). На першому поверсі знаходився Бейт-мідраш, на другомуму — езрат-нашим (приміщення для жінок), на третьому поверсі були розташовані ще дві невеликі синагоги. Зруйнований під час німецької окупації.
- Синагога «Ор хадаш» («Нове сяйво») — хасидський клойз, що був розташований на третьому поверсі Великого Бейт-мідраш Передмістя.
- Синагога «Матан БеСейтер» — з 1907 року, на вул. Божничій, 7 (нинішня вул. Сянська). Зруйнована під час німецької окупації.
- Синагога «Оскім бімлехес га-койдеш» («Тих, що займаються святою роботою») на вул. Божничій, 20 (нинішня вул. Сянська) — синагога для видавців і друкарів релігійних книг[29].
- Синагога «Бейт Лехем» — синагога пекарів, збудована у 1912 році, на вул. Старозаконній (нинішня вулиця Князя Мстислава Удатного), 10. Зруйнована під час німецької окупації.
- Синагога «Шовсей Шабос» («Спочиваючих в Суботу»), заснована в 1880-х роках на вул. Божничій (нині — Сянська), 15[30][31], а у 1930-х роках перенесена в будинок на площі Святого Теодора, 5. При синагозі була благодійна кухня, де безкоштовно готували суботні трапези для всіх потребуючих[32].
- Синагога «Шомрей Шабат» («Дотримуючі Суботу»), збудована 1878 році Сімхе Менкесом Райхером. Розташовувалася у подвір'ї кам'яниці Юстгляцівської, що пл. Ринок, 12. Синагога зруйнована під час німецької окупації і по війні споруда не була знесена, а перебудована під житло.
- Синагога «Ломдей Шас умішнайот» — на вул. Боїмів, 35 (вул. Староєврейська), заснована львівським рабином Й. Ш. Натанзоном (1810—1875)[33].
- Синагога «Аґудат Беньямін» — на вул. Боїмів, 46[34].
- Синагога «Раїм Агивім» — на вул. Боїмів, 35[35].
- Синагога «Зіхрон Єгуда»— товариства «Майней Га-єшиє та Зіхрон Хаїм Єгуда»на пл. Веклярській (Коліївщини).
- Синагога «Зіхрон Єкутіель» — на пл. Векслярській[36].
- Синагога «Пеер міґваот» — невелика синагога на площі Сніжній (пл. Звенигородська) виготовлювачів капелюхів, заснована в 1862 році[37].
- Синагога «Мецапім лішуа» («Очікуючі на спасіння»)— синагога м'ясників на вул. Сонячній, 14 (Куліша).
- Синагога «Тіферет бахурім» — на вул. Сонячній.
- Синагога «Мелехес Генох» — синагога сандлярів, була споруджена 1922—1923 роки архітектором Леоном Каршевським. Розташована у подвір'ї будинку на вул. Балабана, 8. Збереглися литі металеві колонки ґанку.
- Синагога «Хойреш Ейцім» — синагога столярів, споруджена 1896 року на кошти Ізраеля Лібмана та за проєктом архітектора Саломона Рімера, у подвір'ї на вул. Джерельній, 55. У 1920—1930-х роках постійними відвідувачами синагоги були члени філантропічних товариств «Лінас Га-цедек», «Єшивас Ейц Хаїм» та «Ейшел Тора», які містилися у сусідньому будинку на вулиці Ветеранів, 2[38]. Зруйнована під час німецької окупації.
- Синагога «Хойреш Барзель» — синагога слюсарів, інсталяторів та електромонтерів.
- Синагога «Цорі Ґілод» — благодійного товариства «Цорі Ґілод» на вул. Короля Лєщинського (нині вул. Братів Міхновських) з 1900-х рр., або ще раніше. У 1924 р. на вул. Короля Лєщинского № 4 була зведена нова будівля синагоги за проєктом архітектора Альберта Корнблута (синагога стала називатись «Велика синагога Цорі Ґілод»). Розписана художником Максиміліаном Кугелем зимою 1935—1936 р.[39]. Одна з найгарніших львівських синагог, збереглася до наших днів разом з настінним живописом в інтер'єрі. Повернута львівській юдейській громаді в 1989 р. Є діючою синагогою сьогоднішньої релігійної громади «Бейс Аарон ве Ісраель» («Дім Аарона та Ізраїля»).
- Велика синагога «Ґал Ейд» («Пам'ятник») — була побудована у 1901 р. на вулиці Королеви Ядвіґи (нині Марка Вовчка), № 14 на кошти Якова Ґала на честь Емануїла Ґала. При синагозі був також зал для проведення одружень. Синагога пережила 1941—1944 роки, але у 1972 р. була переобладнана у Клуб швейної фабрики, а згодом у житловий будинок.
- Синагога «Кол ріна ве-єшуа» («Голос співу /молитов/ і допомоги»), збудована у 1905—1906 роках за проєктом архітектора Саломона Рімера на вул. Джерельній, 49[40]. Відома також як «цехова» синагога «Експрес» товариства носіїв легкого багажу[41]. У 1926—1927 роках за проєктом Альберта Корнблюта було надбудовано третій поверх синагоги. В синагозі також була розташована єшива «Махзікей ломдей Тора». Під час другої світової війни синагога була спалена, а її руїни у 1955 році використано як фундамент для будівництва нового житлового будинку[40].
- Синагога «Огель єшарім» («Намет чесних») — побудували у 1901 році за проєктом архітектора Яна Ерделі у стилі неокласицизму за залізничним вокзалом, у районі Богданівки, на перетині вулиць Городоцької і нині вже не існуючої Фабричної. Спалена німцями в серпні 1941 року.
- Синагога «Бейт Йосеф» або «Філіпп шилехл»[42] — велика будівля на території парового млину Йозефа Філіппа на вул. Якуба Германа, 9 (тепер вул. Лемківська). Зруйнована нацистами.
- Синагога «Бейт Єгуда» або «Ребе Лейбеле Кілоковер клойз» — був в маленькому будинку на лівому березі ріки Полтви, на тому місці де згодом при забудовлі вулиці Пелтевній (тепер проспект Чорновола) був зведений будинок за № 1[43].
- Синагога «Кушевича Шул» — на вул. Кушевича[44].
- Синагога «Ішрей Лев» — на вул. Різницькій (Наливайка), 13 на першому поверсі[45].
- Синагога «Олеський клойз» — на вул. Різницькій, 11 (Наливайка), заснований в 1913 році.
- Синагога «Ребе Еліезер Любачер» — клойз на вул. Різницькій, 14. Заснував її Е. Любачер, онук белзьких цадиків, проіснувала до 1915 р.
- Синагога «Аґудас Єшурім» — на вул. Станіслава, 6 (Тиктора), в ній молились також дільці львівської біржі, що була поруч.
- Синагога «Бейс Дувід» («Дім Давида») або «Чортковер клойз» на вул. Леонтовича, 19 була обладнана в квартирі, яка займала чотири дуже великі кімнати, майже як зали. Клойз було засновано в 1914 році, коли багато чортковських хасидів з числа біженців 1-ї світової війни оселились у Львові.
- Синагога «Стреліський клойз» в занедбалому будинку на вул. Старозаконній (М.Удатного), заснована в 1825—1826 рр. хасидами ребе зі Стреліська (Нові Стрілища). Коли хасиди побудували собі новий клойз, стара синагога стала місцем молитви для довколишних мешканців. Згодом старенька будівля зруйнувалась.
- Синагога «Стреліський клойз» — «Бейт Йосеф» — нова синагога стреліських хасидів на вул. Овочевій, 14. Велика нова будівля з електричним освітленням, з галереями для жінок на 2-му поверсі. Урочисте відкриття синагоги відбулось 6 листопада 1932 року[46].
- Синагога «Стретінер клойз»[47].
- Синагога «Бейт Цві Зеев Рапп» або «Рапп шул»[48] на вул. Берка Йоселевича (Маєра Балабана), 5 на 1-му поверсі. Перебудована під магазин.
- Синагога «Кегілат Шабат» з 1924 року містилась на вул. Берка Йоселевича (М. Балабана), 20[49].
- Синагога «Аґудас Цві Зеев Келлер» або «Келлерс шул»[15] — на вул. Генінґа, 2[50] (Харківська) на куті з вул. Личаківській.
- Синагога «Керем Хемед» («Виноградник жадання») — синагога торговців овочами[12] на вул. Веселій, 4.
- Синагога «Лінас га-Цедек у-Бейс Шамай» на вул. Ветеранів, 2.
- Синагога «Яд Харуцим» — з 1896 р., дуже гарна синагога в будинку львівського відділення Товариства єврейськіх ремісників «Яд Харуцим» («Рука моторних») на вул. Бернштайна, 11 (Шолом-Алейхема) на першому поверсі з окремим входом. Синагога не належала власне товариству «Яд харуцим», цілий рік в ній молились заможні євреї, вона відома також як синагога «Іммердоєр шул»[48] на честь купця Іммердоєра, який пожертвував велику суму на її побудову. Крім цієї синагоги, на великі свята проводилися молитви також і в залах самого товариства «Яд харуцим», де збиралась величезна кількість молящихся.
- Синагога «Тікват Ціон» — на вул. Бернштайна, 14 (Шолом-Алейхема), з 1906 року, синагога товариства «Тікват Ціон» («Надія Сіона») по поширенню сіонізму між ортодоксальних євреїв[51].
- Синагога «Аґудас Шломо» за проектом архітектора Саломона Рімера (1899) на вул. Бема, 39 (нині вул. Ярослава Мудрого). Знаходилася в житловому будинку.[52]

На площі Бема ( тепер пл. Князя Станіслава) були три синагоги, серед них
- синагога «Аґудас Ахім» — на вул. Бема,15 (нині вул. Ярослава Мудрого)[54].
- синагога Баума.
- Синагога «Ор Шемеш» або «Чопп шул» — на вул. Медовій, 3, побудована на кошти благодія Чоппа. Раніше знаходилась поруч у подвір'ї на вул. Сонячній, 26 (Куліша), від її назви «Ор Шемеш» («Світло сонця») і походить назва вулиці Сонячної. Зруйнована нацистами, зараз на її місці дитячий майданчик.
- Синагога «Шмірат га-Тфіла» — на пл. Стрелецькій, 3 (пл. Д. Галицького)[55].
- Синагога «Шееріт Ісраель»[56] або «Куліковер клойз» — з 1910 р., на вул. Жовківській, 25 (Б. Хмельницького). Тут в Бейт-мідраші при синагозі в свій час навчався майбутній ізраїльський поет Урі Цві Ґрінберґ. Зруйнована нацистами.
- Синагога «Мацміях Єшуа» — на вул. Жовківській, 20 (Б. Хмельницького)[36].
- Синагога «Агават Раїм» — на вул Жовківській, 26[36].
- Синагога «Юґель Яаков їсмах Ісраель» на вул. Жовківській ,34 (Б. Хмельницького)[36] на 1-му поверсі.
- Велика синагога «Корте шул»[15] або також «Корите шул»[4] товариства «Ґомел хесед» — на вул. Жовківській, 111 (Б.Хмельницького) біля Жовківської рогатки, названа так через рукав річки Полтви — Корита. Одна з найстаріших синагог Львова, згадується в 1857 р. Територія для її побудови, заповідана одним бездітним євреєм, стала оскаржуватися єзуїтами, і остаточно була викуплена ще за часи львівського рабина Якова-Мешулема Орнштайна (1775—1839). Зруйнована нацистами.
- Синагога «Аґудат Реїм» — на вул. Городоцькій, 34 (тепер вул. Городоцька, 70).
- Синагога «Поейл Цедек» («Творячий справедливість») — на пл. Краківській, 3 (Осмомисла)[36].
- Синагога «Поалей Хесед»[57].
- Синагога «Хесед ве-емет ле-Аврагам» — на вул. Міхала (Реміснича) на Замарстинові, заснована в 1901 році[58].
- Синагога «Ахіезер» («Братська підтримка») в пасажі Гаусмана, 7 (тепер проїзд Крива Липа) на 3-му поверсі. Синагога спілки російських євреїв «Ахіезер», заснована біженцями 1-ї світової війни з Проскурова (Івано-Франківськ) в 1920 р. З кінця 1933 року синагога знаходилась в новому приміщенні на вул. Костюшка, 2, інший вхід був з вул. Сикстуської, 16 (Дорошенка), через подвір'я наліво.
- Синагога «Галвуот Хейн» благодійного товариства підтримки дрібних торгівців «Галвуот Хейн» («Безоплатної позички»)[59].
- Синагога «Томхей Аніім» товариства підтримки бідних «Томхей Аніім ністурім»[47].
- Синагога «Томхей Тмімім»[60].
- Синагога «Сомхей Далім» («Підтримуючих бідняків»).
- Синагога «Хеврат Бней леває» товариства по проведенню похорон на вул. Овочовій, 14.
- Синагога «Тов умейтів»[61].
- Синагога «Малбіш Арумім»[62].
- Синагога «Нойсе Холов»[62].
- Синагога «Бейс єсоймім» на першому поверсі Дому сиріт Єврейської релігійної громади на вул. Янівській, 34 (тепер тут актова зала Середньої школи № 33 на вул. Шевченка). Синагогу заснував філантроп і суспільний діяч Шимон Шаф за вказівкою графа Казимира Бадені. Вона мала вигляд малого Темпля з розписами і написами зі Святого Письма на стінах. Єврейський Дім сиріт і синагогу урочисто було відкрито 11 вересня 1894 року самим імператором Францом Йосифом[63].
- Синагога Закладу для сиріт на вул. Зборовських, 8 (вул. Донецька)[64].
- Синагога «Мошав Зкейнім шул» або «синагога Дому старців» — єврейського Дому престарілих на вул. Раппопорта, 6[65].
- Клойз «Хабад — Бреслев» на вул. Пелтевній, 4 (пр. Чорновола), влаштував в своєму будинку Іцикл Жолкєвер (1840, Жовква — 1926, Львів). Тут обов'язково зупинялись бреславські хасиди по дорозі до могили ребе Нахмана з Брацлава. Будівля зруйнована під час німецької окупації, зараз на цьому місці побудовано торговий центр[66].
- Синагога «Сподкес» — відома з першої половини XIX століття, синагога для майстрів з виготовлення сподиків і штраймелів, знаходилась на першому поверсі на вул. Казимірівській, 5 (Городоцька) — в тій частині, що виходила на вул. Фурманську, 6[67]. Тут молились дід і батько відомого львівського єврейського історика Маєра Балабана. Згодом була побудована нова будівля для синагоги на пл. Ґолуховських,11 — 12.

На пл. Голуховських, 11 — 12 у великому подвір'ї, що виходив на вул. Вагову, власник кам'яниць — заможний купець Мойсей Райс побудував три синагоги:
- нова синагога «Сподкес», або як вона стала називатись — синагога «Ґомлей Хасудім»;
- синагога «Зіхрон Іцхак» — «Клойз Жидачів» — «Пам'ять Іцхака» — названа на честь ребе з Жидачова, тут був клойз жидачівських хасидів, один з перших хасидських клойзів у Львові, заснований у 1880-х рр.;
- синагога «Бікур Холім» товариства турботи про хворих.
- Синагога «Хейн Вухесед Аґудас Єшурім» («Благовоління і милість») — на вул. Фурманській, 6 з 1855 року[68].
- Синагога шинкарська або синагога «Гамельцор Гаісруелі» — синагога спілки рестораторів, офіціантів, власників кафе на вул. Фурманській, 1[69].
- Синагога «Лікитай шаймес» — на вул. Фурманській, 5 у подвір'ї[70].
- Синагога «Степінер клойз» — один з найдавніших клойзів у Львові, був побудований у подвір'ї на вул. Фурманській, 5.
- Синагога «Орхей шулхан уман'імей зімра» — на пл. Теодора, 1. Синагога товариства офіціантів і музикантів, що заробляли на весіллях та інших уричистих подіях в традиційному єврейському житті.
- Синагога «Кіцру лефі Хесед» — на пл. Теодора, синагога дрібних торговців, власників кіосків і дрібних крамничок.
- Синагога «Лікитай шаймес — Хаверім коль Ісраель» — на вул. Аленбеків, 3 (Таманська)[71].
- Клойз «Гусятин» — гусятинських хасидів, заснований в 1910 р. на вул. Пелтевній, 11 (тепер пр. Чорновола, 21).
- Клойз «Гусятин» — 2 — на початку 1-ї світової війни, коли Гусятинський ребе переїхав до Відня, багато його хасидів — біженців оселились у Львові. Клойз на вул. Пелтевній не міг вже всіх вмістити, тому було засновано новий клойз на вул. Котлярській, 3.
- Клойз «Комарно» — був заснований в 1913 році на вул. Алембекув (Таманська), під час вівідування Львова ребе з Комарна в 1914 році клойз було перенесно на вул. Сонячну, 28 (Куліша). Але з початком 1-ї світової війни його перенесли знову на вул. Казімежську, 37 (тепер Городоцька, 35) і залишався діючим до німецької окупації.
- Клойз «Комарно» — 2 — «Гродецький клойз» — заснований приблизно в 1935—1936 роках на вул. Городоцькій, 19 (нині вул. Городоцька, 67). При клойзі діяла невелика єшива.
- Клойз «Боян» — у мешканні Боянського ребе на вул. Легіонів, 29 кв. 1[72] (пр. Свободи) з 1917 року, коли Боянський ребе Аврум-Яков Фрідман поселився у Львові.
- Синагога «Бойберке» — на вул. Легіонів, 37 при товаристві «Хавура Аншей Бобрка»[73].
- Клойз «Сасов» (Сасів) — був заснований у 1914 році, коли на початку 1-ї світової війни адмор сасівських хасидів ребе Шломо Маєр переїхав до Львова і оселився на вул. Котлярській, 1. У цьому ж будинку відкрився клойз «Сасов», в якому молились сасівські хасиди, що мешкали у Львові.
- Клойз «Сасов-Поморін» — заснував рабин Шалом Тойб з Поморян біля свого помешкання на вул. Легіонів (пр. Свободи).
- Синагога «Холовер клойз» або синагога «Нахалас Мордехай» — була заснована хасидами рабина з Холоїва в березні 1936 р. на першому поверсі на вул. Сонячній, 26 — Медовій,1[74].
- Синагога «Ховевей Гадат» — в будинку на вул. Зиблікевича, 43[75] (тепер вул. І.Франка, 71). В 2012 р. під час ремонту знайшли розпис на стелі в підвальному приміщенні, що належав до синагоги[76][77].
- Синагога «Таймімай дерех».
- Синагога Нуссдорфа — на вул. Зеленій, 53[78] — там, де була фабрика хімічних виробів, власником якої він був.
- Синагога «Езрас Ахім» — на вул. Зеленій, 40[79].
- Синагога на вул. Кентшинського (вул. Федьковича — вул. Поліщука).
- Синагога Мойсея Фрейліха — власника відомої фірми медичних бандажів на вул. Городоцькій, 35 (тепер вул. Городоцька, 83) — там же була і його синагога[80].
- Синагога «Родфей Шалом» — на вул. Городоцькій, 9 (тепер вул. Городоцька, 57).
- Синагога Циппера — на вул. Фурманській[81].
- Синагога «Тфісе шилехл» — тюремна синагога в Бригідках. Єврейські в'язні мусили збиратись на молитви по різним тюремним камерам, доки в грудні 1934 р. відкрили синагогу і для них[82]. Через товсті стіни і грати звуки і мелодії молитов було добре чути перехожим на вулиці Казімежовській (Городоцькій)[83].
- Синагога на вул. Коллонтая, 5 (вул. Менцинського) — в приміщенні благодійного товариства допомоги учням єшив «Айшел Тора». Коли товариство переїхало на нове місце, власник приміщення Мехел Масс влаштував в ньому синагогу. В березні 1936 року в синагогу було урочисто внесено новий сувій Тори[84].
- Синагога «Гавуас Шалом» — нова синагога на вул. Вибрановського, 2 (Тесленка)[85].
- Синагога «Деґель Єгуда» — на вул. Новий Світ, 6.
- Синагога «Шалом веемет» («Мир і правда»)[86] — велика синагога на вул. Буйній (бічна вул. Варшавської) в місцевості Клепарів, вона була спалена німцями у серпні 1941 року[87].
- Синагога «Масс-шул» — синагога Масса, розташована на вул. Замарстинівській за Замарстинівською рогаткою на межі з Голоско стояла відокремленно з невеликою садибою. На свята збиралися коло двох тисях молільників, і чоловіче і жіноче відділення були переповнені, тоді додавали ще столи і лавки на подвір'ї. Синагога мала власного кантора і канторський хор[88].
- Синагога «Езрас Ісраель» («Поміч Ізраїля») — в Замарстинові[89].
- Синагога «Кодеш Гейлилім» — на вул. Львівській (тепер вул. Замарстинівська) в Замарстинові[90].
- Синагога «Бейт Ефраим» — за Янівською рогаткою в Баторовці[91].
- Синагога «Єшиве шул» — при єшиві «Ор Тора» на вул. Старозаконній, 5 (вул. Князя Мстислава Удатного)[92].

На Знесінні існували свої синагоги:
- Велика синагога на Знесінні «Осе Тов»[93], побудована в 1871 р. на вул. Райха, 4[94] (тепер не існує),
- Мала синагога на Знесінні «Огель Єшарім»[95],
- клойз «Знесіння», де разом молились хасиди різних напрямків, знаходився поруч Великої синагоги,
- синагога «Бейт Ісраель» («Дім Ізраїля»)[96],
- Великий Бейт-мідраш на Знесінні — теж на вул. Райха, 4[97],
- Новий Бейт-мідраш на Знесінні. побудований Гуґо Ульріхом в 1913 році.

Євреї — мешканці Винників мали свою синагогу — «Віннике Шул», яка розташовувалася на сучасній вул. І. Франка, 46 у подвір'ї, де нині приймають металобрухт. Зруйнована під час 2-ї світової війни і після неї. Залишились стіни синагоги.
У Лисиничах також була синагога.
У вересні 1935 року почала діяти синагога «Ахдут» («Єдність») у Брюховичах біля залізничного вокзалу.

## Молитовні будинки—штиблах
Крім синагог і бейт-мідрашів існували у Львові чисельні молитовні будинки (штиблах) різних рабинів або хасидськіх адморів, чи їх нащадків. Майже кожен хасидський ребе засновував у своєму приватному помешканні штибл і навіть свій бейт-мідраш, які були також центрами молитви і вивчання Тори для хасидів і простих євреїв, що мешкали поблизу. Найбільш відомі:
- бейт-мідраш рабина Берла Стретінера на вул. Жовківській, 29 (вул. Хмельницького)
- бейт-мідраш рабина Зундла Найгойза з Самбора на вул. Слонечній, 4 (вул. П.Куліша)
- штибл рабина Міхла Рубіна з Сасова на пл. Краківській (пл. Осмомисла)
- штибл рабина Ханоха Тайтельбойма на вул. Казіміровській (Городоцька)
- бейт-мідраш рабина Лейбуша Бродера з м. Броди на вул. Котлярській
- бейт-мідраш рабина Пінхаса Рокаха з Наварії на вул. Берка Йоселевича, 29 (М.Балабана)
- штибл рабина Лейбуша Стреліськера
- бейт-мідраш рабина Шалома Ласа зі Збаража на 1-му поверсі на вул. Ваговій, 1
- штибл рабина Ізраїля Найгойза з Бібрки на вул. Берка Йоселевича, 2 (вул. М.Балабана)
- штибл рабина з Ліжайська на вул. Газовій
- штибл рабина з Глинян (батька ізраїльського поета Урі-Цві Грінберга) — на пл. Теодора
- штибл ребе з Корошина десь поруч з синагогою «Хадашим»
- штибл рабина Давида Рокаха з Белза на вул. Клепарівській
- штибл рабина Давида Рокаха з Угнева на пл. Теодора[102]
- штибл рабина з Кам'янки на вул. Жовківській (Хмельницького)
- бейт-мідраш рабина Гіршла з Поморян на вул. Бляхарській (І.Федорова)
- бейт-мідраш ребе Урі зі Стреліська (Нові Стрілища) на вул. Костельній
- бейт-мідраш рабина з вул. Шинявська (Ужгородська)
- бейт-мідраш рабина Єкусіеля Ефраті на вул. Замарстинівській
- бейт-мідраш рабина Шмуеля Галеві Модлінґера на вул. Божничій (Сянській)
- бейт-мідраш рабина з Велькі-Очі на вул. Сербській
- бейт-мідраш вдови рабина з Наварії на вул. Шпитальній, 11
- синагога Берґерів — приватна синагога в кам'яниці Берґерів на вул. Казимирівській, 10 — на куті з вул. Шпитальній, там де в 1912 р. був збудований Товарний дім «Магнус»
- синагога Орнштайна — приватна синагога рабина Гірша Орнштайна на вул. Казимірівській, 16 (кам'яниця Раппапорта)
- синагога Буберів — приватна синагога, була влаштована на мансарді в будинку на вул. Казимірівській, 22 на куті вул. Карної (тепер вул. Городоцька, 18)[103]
- бейт-мідраш ребе з Сасова на вул. Слонечній, 25 (Куліша) в пасажі Германів[104]
- молитовний дім товариства «Махазікей лімуд — Даат Тора» на вул. Театральній, 23 в будівлі Скарбека[105] з лютого 1937 року
- Устилер бейт-мідраш львівських хасидів ребе Пінхаса Тверського з Устилуга у помешканні його сина - рабина Йоханана на вул. Скарбковській, 7 (вул. Лесі Українки)[106], який в 1937 році переїхав до Львова, а до того був рабином у Мужаї (тепер Мужієво).

## Оренда інших приміщень під синагоги
В святкові дні, зокрема в період осінніх свят — єврейського Нового Року (Рош га-шана), Судного дня і Суккот, коли чисельні синагоги Львова були переповнені, широко практикувалось брати в оренду інші приміщення під синагоги. Великі львівські зали вміщували сотні вірян, проводити молитви в них також запрошували знаменитих канторів з різних міст і країн. Так, тимчасові синагоги влаштовувались:
- у великому залі Будинку єврейської громади на вул. Бернштайна, 12 (вул. Шолом Алейхема)[107][108],
- в залах товариства «Яд Харуцим» на вул. Бернштайна,11, в єврейському Будинку соціальної допомоги на вул. Старотандетній,4 (вул. Мулярська, 2а)[109],
- в Ремісничій палаті на пл. Стрілецькій (тепер Ляльковий театр на пл. Д.Галицького),
- в товаристві дрібних торговців на пл. Ґолуховських, 1 в будинку театру Скарбека (тепер Національний академічний український драматичний театр імені Марії Заньковецької),
- в «Посеймовому залі» на пл. Краковській, 12 (будинок Скарбека),
- в залі «Лютня»[110] Єврейського музичного товариства «Юваль» — в тому ж в будинку Скарбека,
- в залі «Sztuka» на вул. Театральній, 23,
- в залі над кінотеатром Музичного Товариства на вул. Шашкевича, 5 (тепер Музичне училище на пл. Шашкевича),
- в залах Народного Дому (тепер Будинок офіцерів) на вул. Театральній, 22 (зокрема в буфетному залі польського театру «Rozmaitości», що був розташований в українському Народному Домі),
- в кінотеатрі на вул. Жовківській, 11 (пізніше кінотеатр ім. Б.Хмельницького на вул. Б.Хмельницького)[111],
- в приміщенні Львівського товариства купців на вул. Гетманській, 6 (проспект Свободи),
- в великому залі «Belle-Vue» на вул. Легіонів, 27 (пр. Свободи) в пасажі[112],
- в кав'ярні «Абазія» на вул. Легіонів, 33 на другому поверсі[113],
- в великому залі на вул. Казиміровській, 20 (Городоцька)[114],
- в хейдері «Єсодей га-Тора» на вул. Сербській, 4,
- в єврейській народній школі «Mitet» на вул. Сикстуській, 30 (вул. Дорошенка)[115],
- в залах на вул. Сикстуській, 23[116],
- в залах товариства «Цеірей Єгуда» в пасажі Гаусмана, 5 (проїзд Крива Липа),
- в залах івритської школи «Сафа Берура» в пасажі Гаусмана, 7[117],
- в залах готеля «Ґранд» на вул. Легіонів, 13[118],
- в залах готеля «Імперіал» на вул. 3 Травня, 3 (вул. Січових Стрільців)[119],
- в приміщеннях Спілки єврейських приватних урядовців на вул. Словацького, 6 (кам'яниця Вайнберґа)[120] і в пасажі Міколяша[121],
- в залі «Ul» вул. Оссолінськіх, 10 (Стефаника)[122],
- в Закладі сиріт ім. Рубензала на вул. Яновській, 78 (вул. Шевченка)[123],
- в Закладі дівчат-сиріт ім. Рози Мельзерової на площі Стрілецькій, 4 (пл. Д.Галицького)[124],
- в Притулку для бідних на вул. Боїмів, 29 (вул. Староєврейська),
- в Єврейському Товаристві глухонімих на вул. За збройовнею, 3 (Арсенальська)[125],
- в залі приватної жіночої гімназії Аделі Карп-Фухс на вул. Красицьких, 18а (вул. Огієнка)[126],
- у великому залі Єврейського студентського дому на вул. св. Терези, 26а (Ангеловича)[127],
- в залі на вул. Японській, 9[128],
- на вул. Потоцького, 17 (вул. Генерала Чупринки) — товариство «Деґель Єгуда»[129],
- в школі Товариства ремісничих майстерень на вул. Пекарській,9[130],
- на вул. Рея, 7 (вул. Севастопольська)[131],
- в приміщенні молодіжної сионістської організації «Ахва» на вул. Смоча, 1а (Підмурна)[132],
- в товаристві «Ховевей га-дат» на вул. Баторія, 11 (Князя Романа)[133] і вул. Яблоновських, 36 (вул. Руставелі)[134],
- в залах на вул. Зеленій № 7 і № 60 — товариство «Езрас Ахім»[135],
- на вул. Пілсудського, 12 (І.Франка)[136],
- в приміщенні Єврейського гімнастичного товариста «Дрор» на вул. Фрідріхів, 5 (вул. Мартовича)[137],
- в залах зернової біржі на вул. Рейтана, 6 (вул. Леся Курбаса) — інший вхід з вул. Легіонів, 27[138],
- в залі газовні на вул. Кушевича[139],
- на вул. Новий світ, 18[140],
- на 2-му поверсі на пл. Ґолуховських, 4 над рестораном Давида Дорфмана,
- в залі на вул. Замарстинівській, 25 (найбільший зал у довоєнному Львові, в ньому молилися приблизно тисяча юдеїв)[141],
- в залах Насса на вул. Шпитальній, 38, у школі танців на пл. Ринок, 17, на вул. Різницькій, 7 (Наливайка)[142],
- в синагозі Горовичів на вул. Різницькій, 17[143]
- на вул. Городоцькій, 117[144]  та ін.

І якщо протягом звичайного року загальна кількість всіх місць для молитов була коло 350, то в святковий період вона досягала до 500.

## Галерея

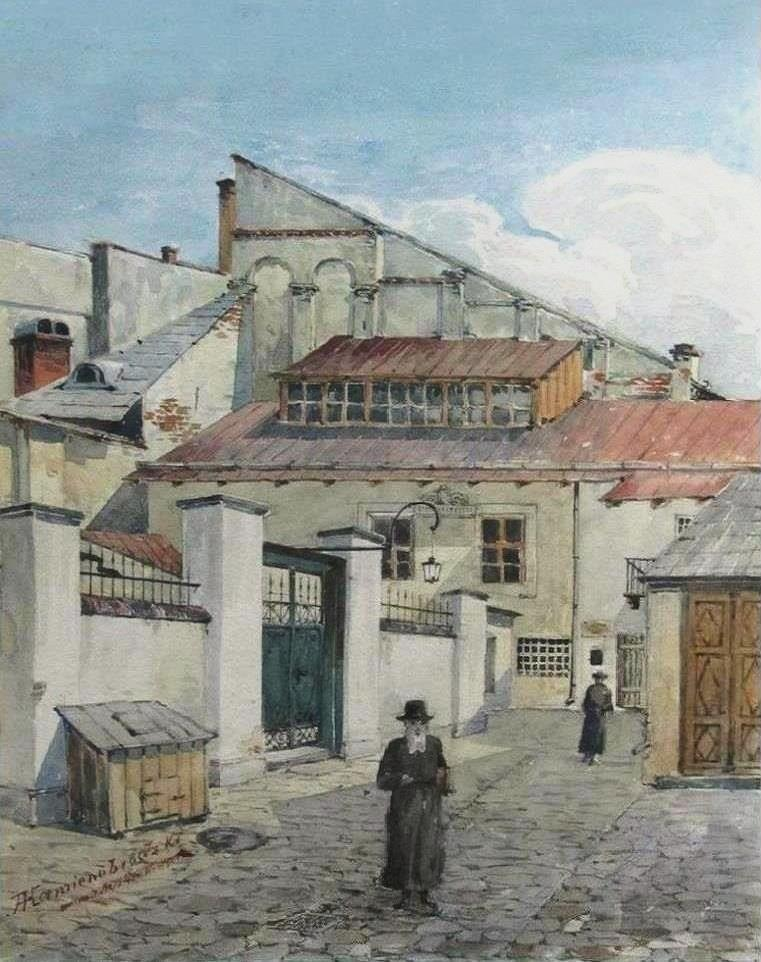
Золота Роза
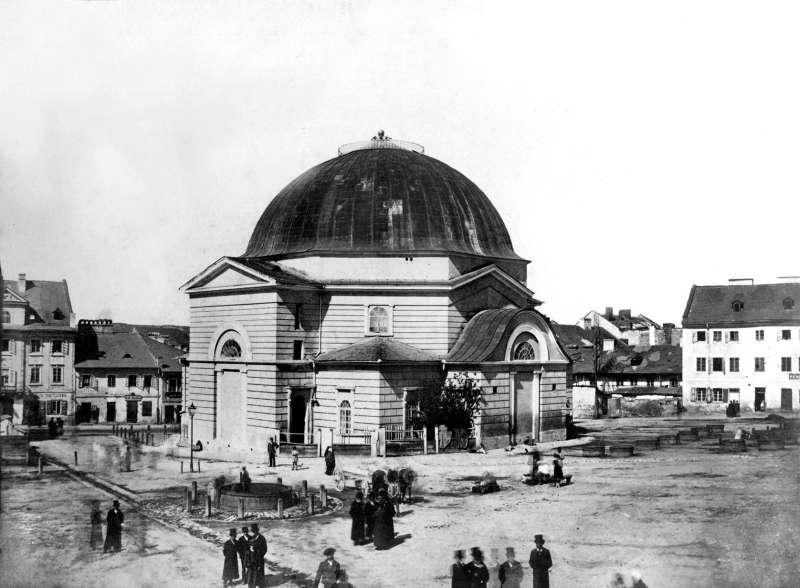
Темпль, 1863
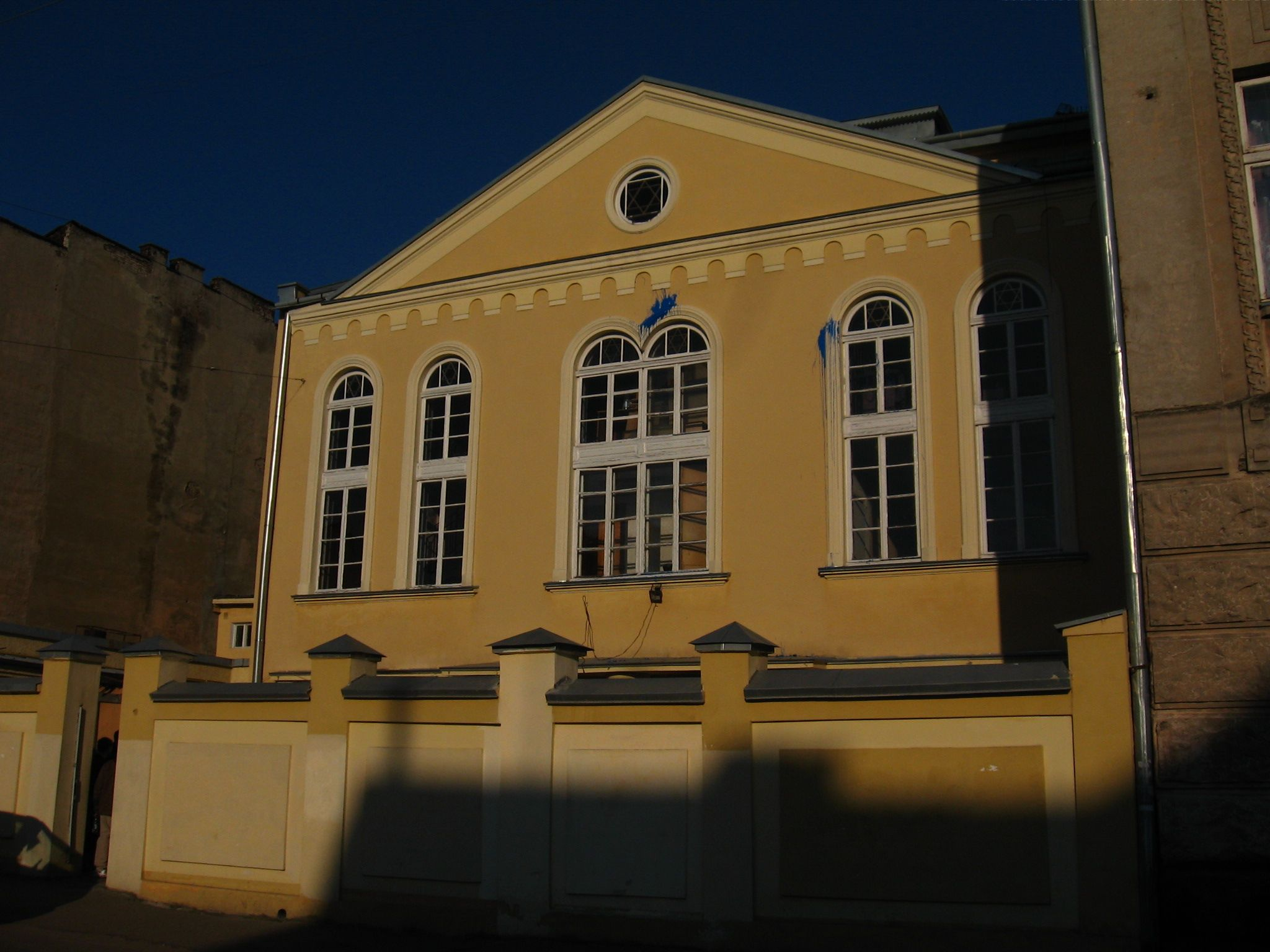
Синагога «Цорі Ґілод»
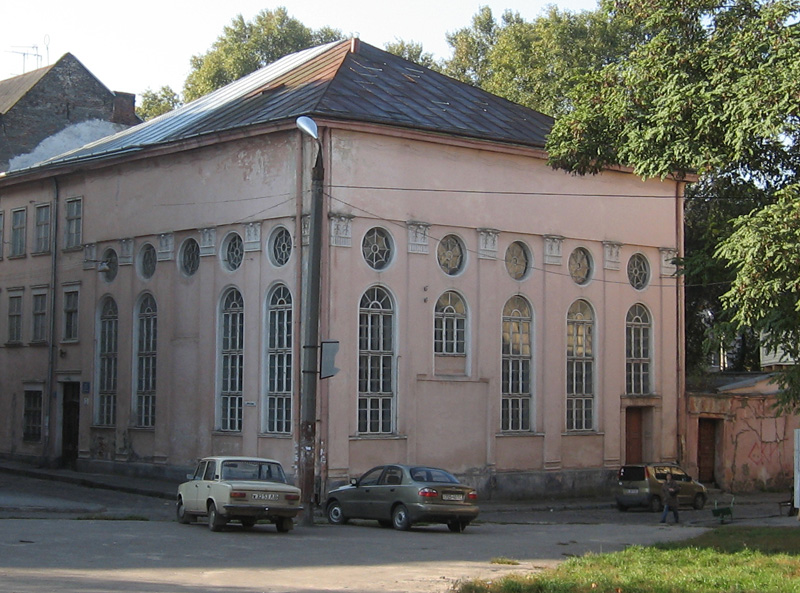
Синагога «Хадашим» - «Янкеле Ґланцер Шул»
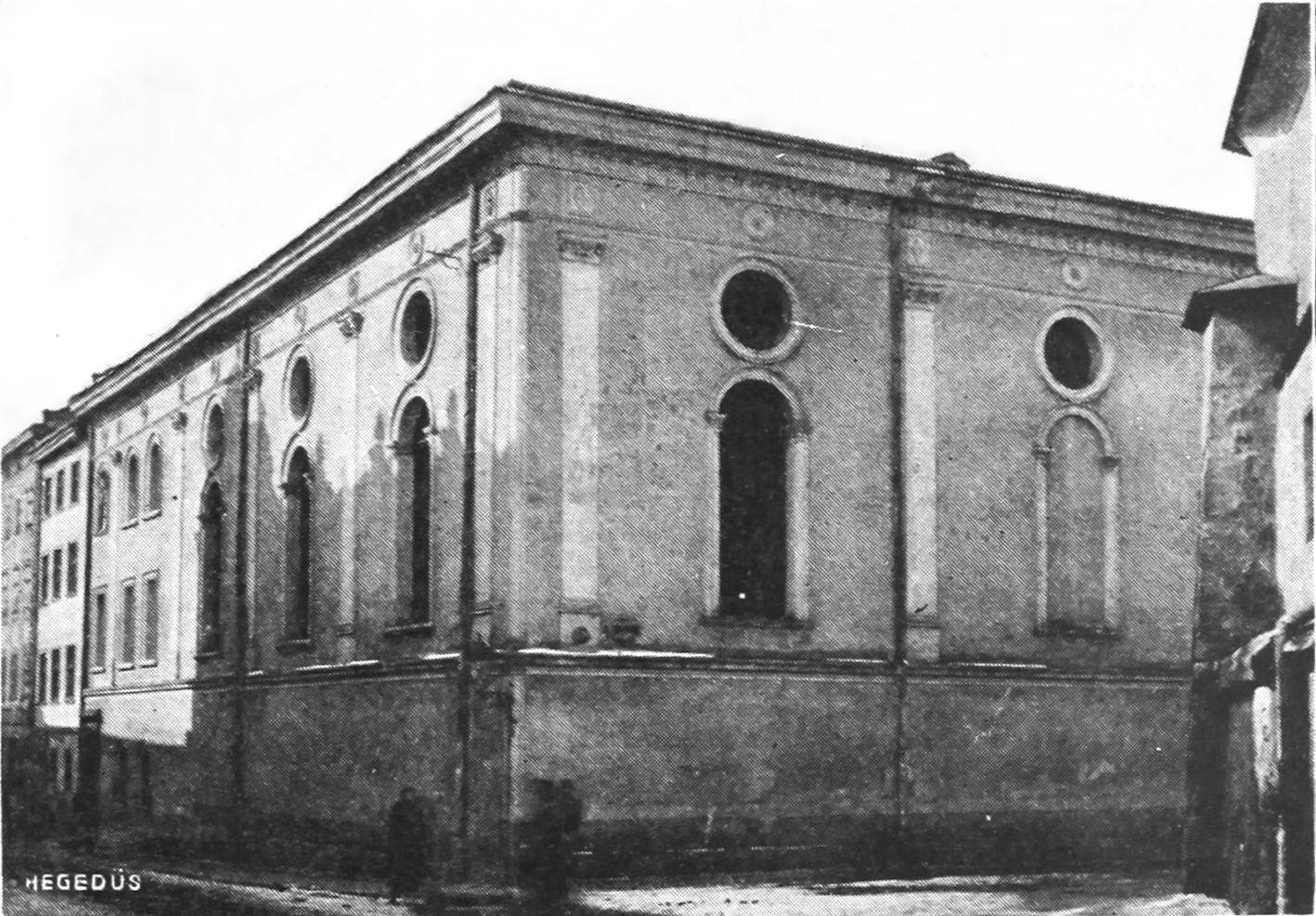
Велика міська синагога
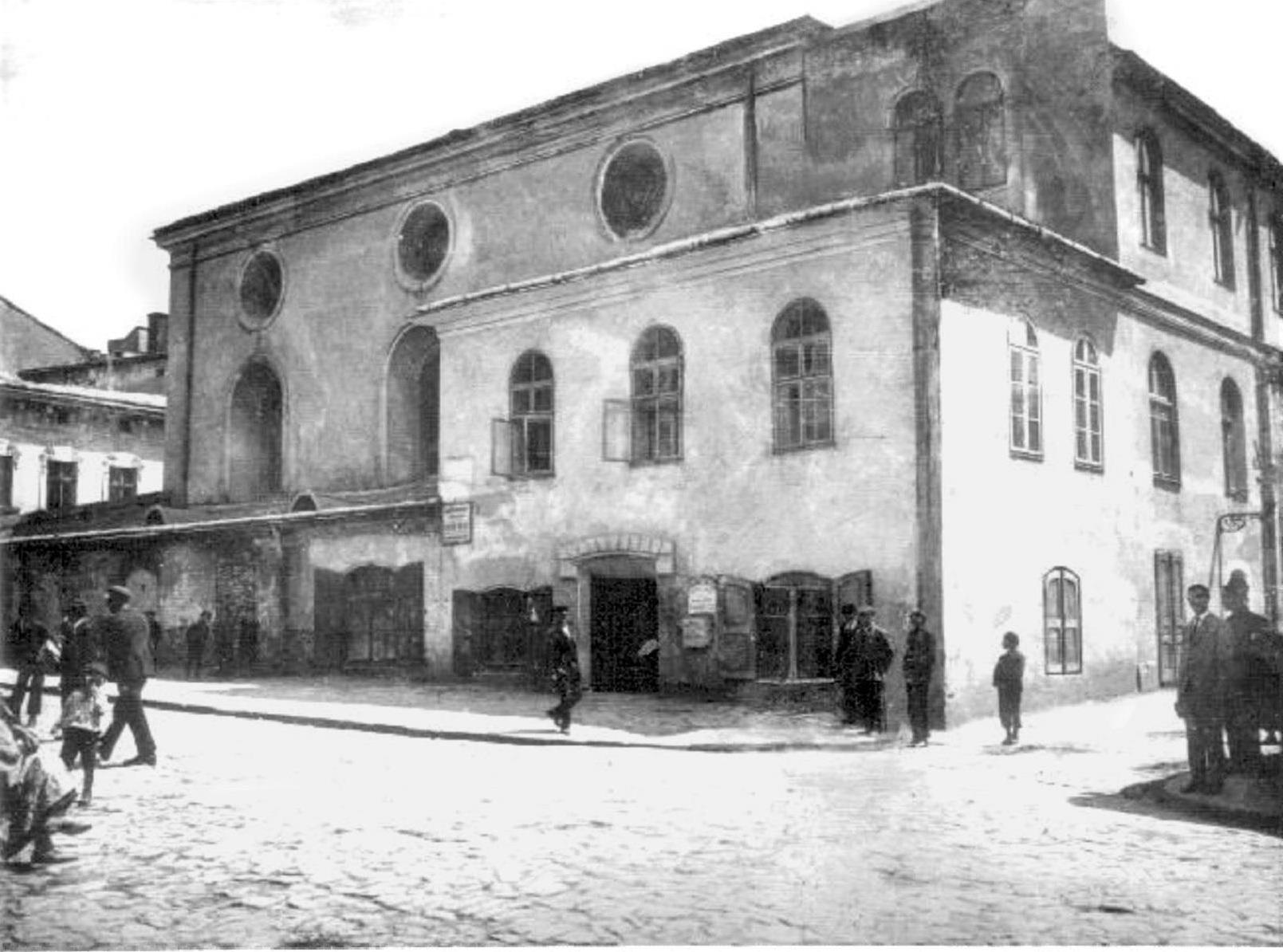
Велика передміська синагога (1900)
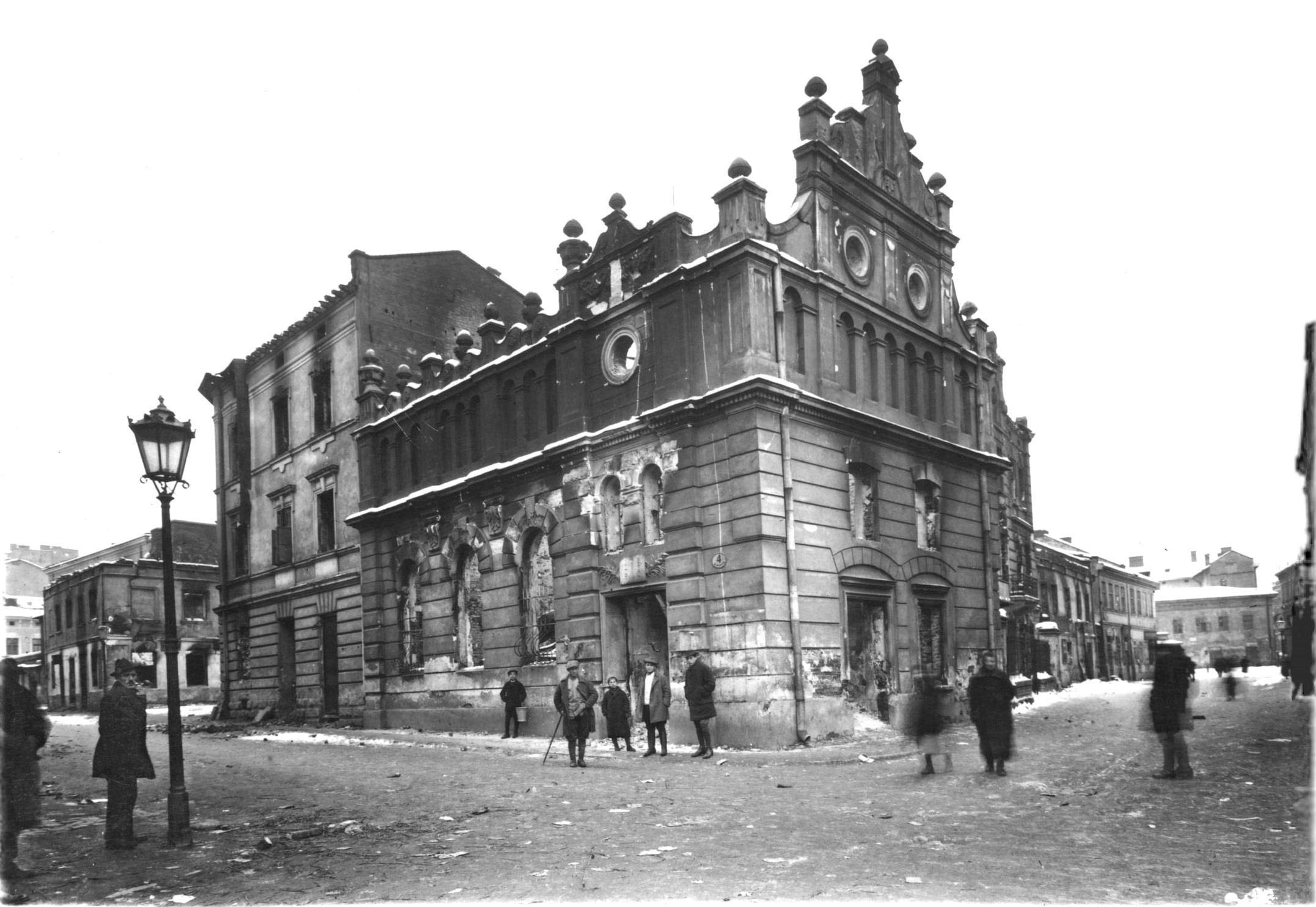
Хасидим Шуль
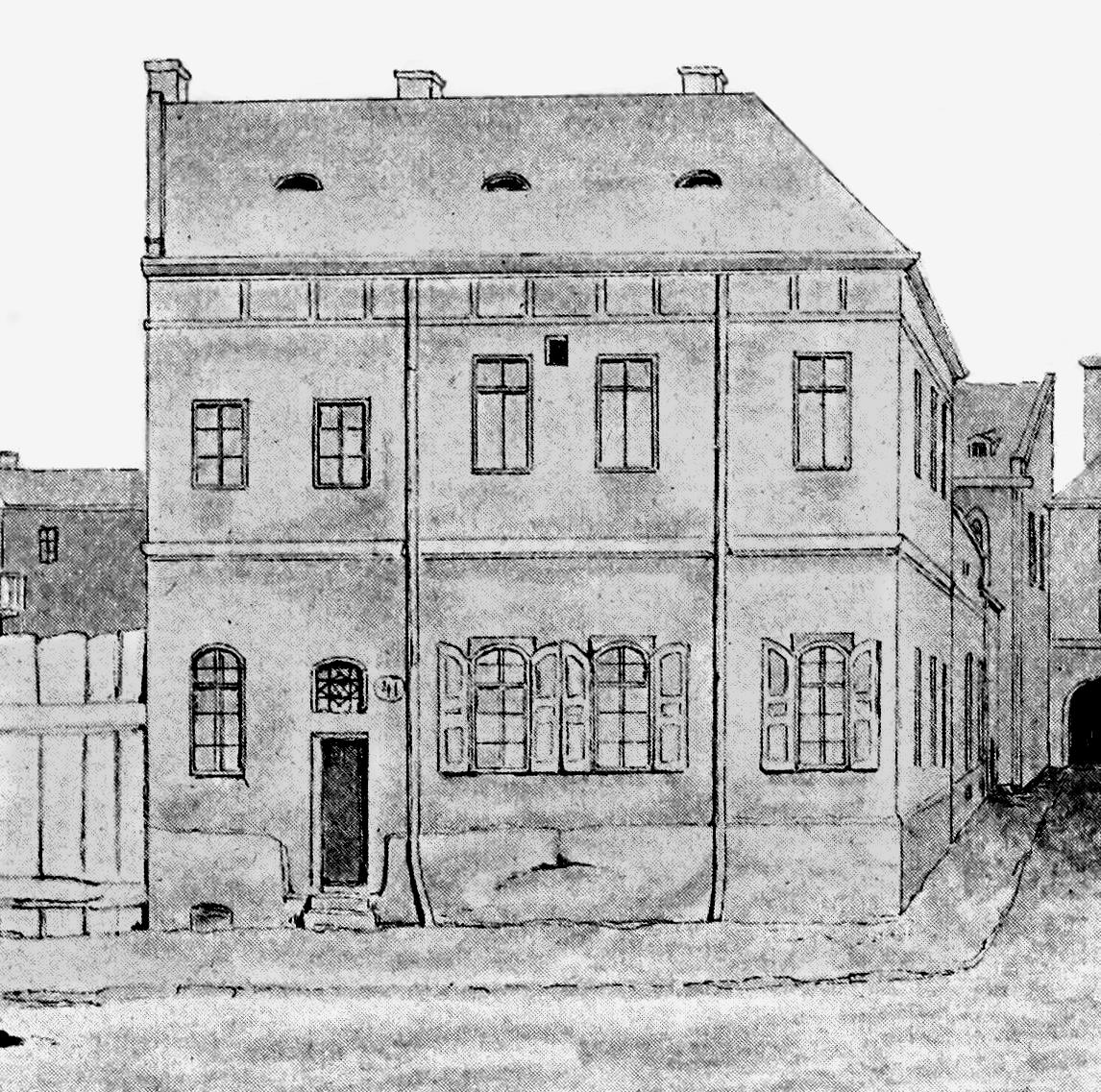
Міський Бейт-мідраш
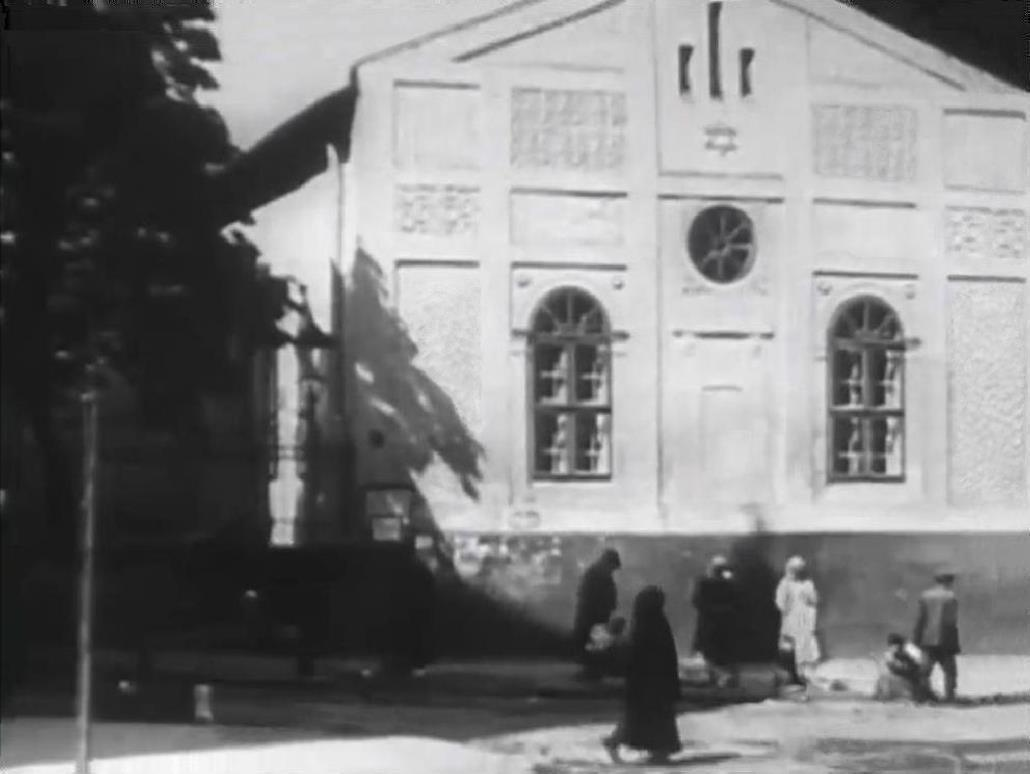
Староцвинтарна синагога
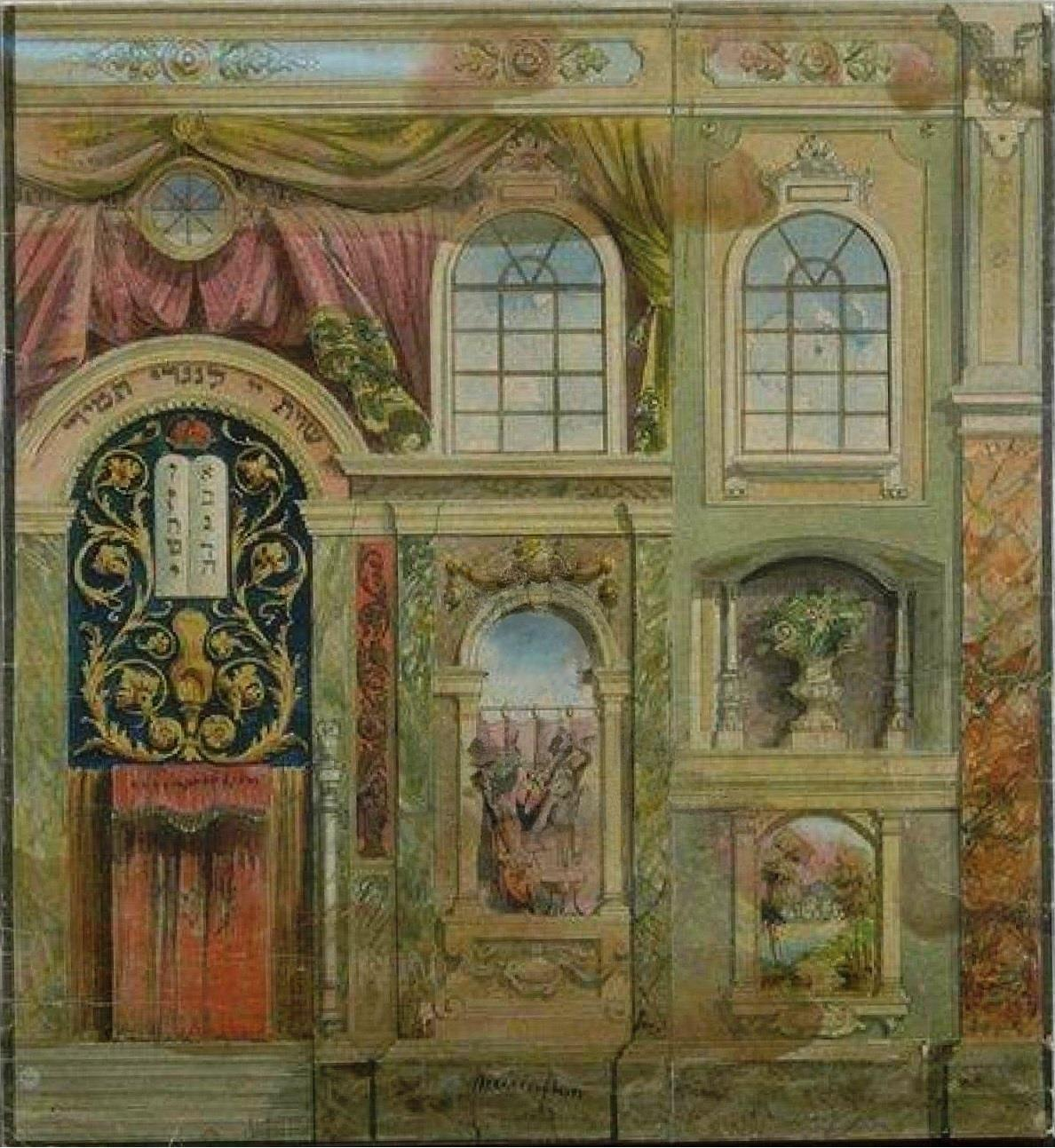
Розпис Сикстуської синагоги
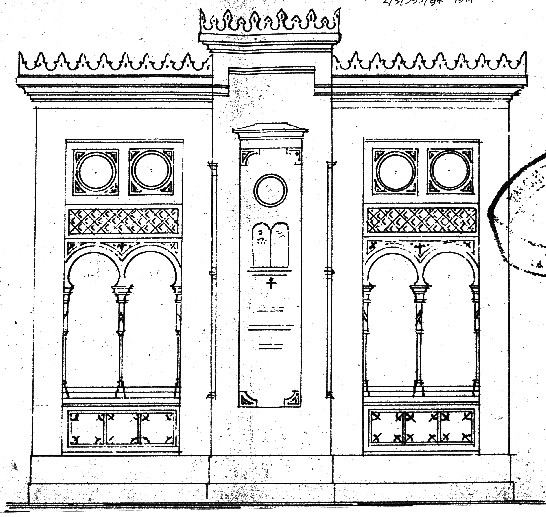
Синагога Ґомел хесед
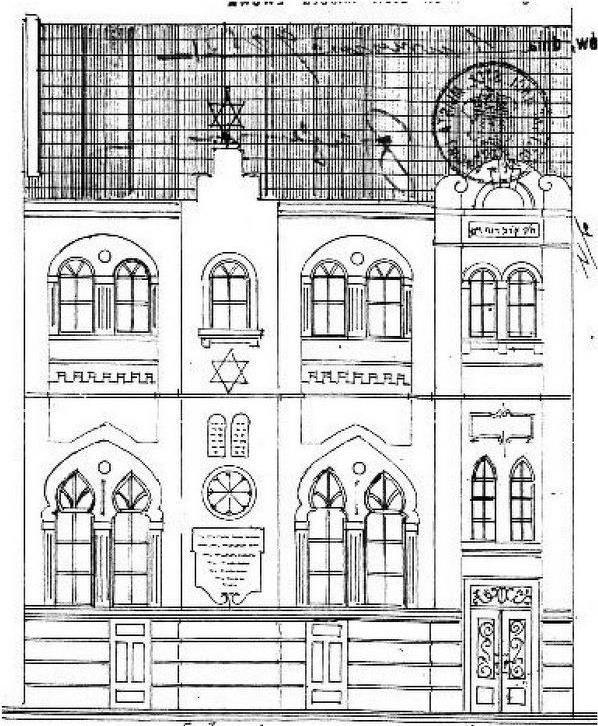
Синагога Експрес
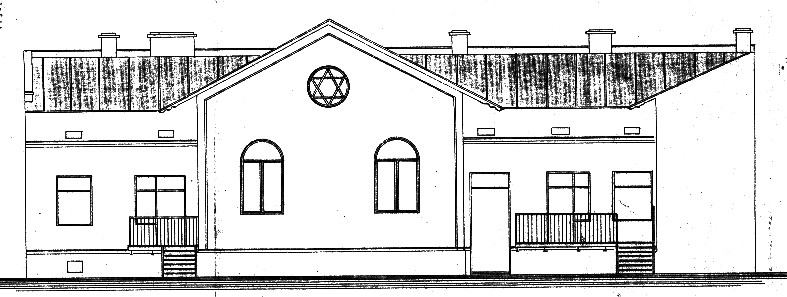
Синагога «Хойреш Ейцім» родини Лейбман
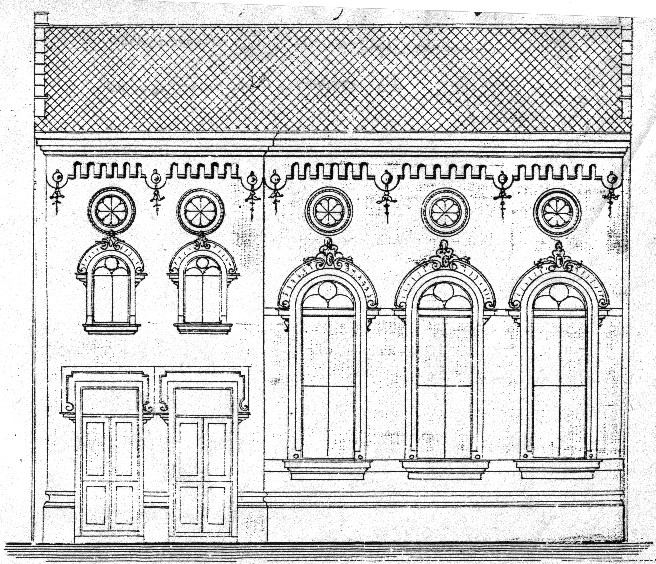
Синагога Ор шемеш
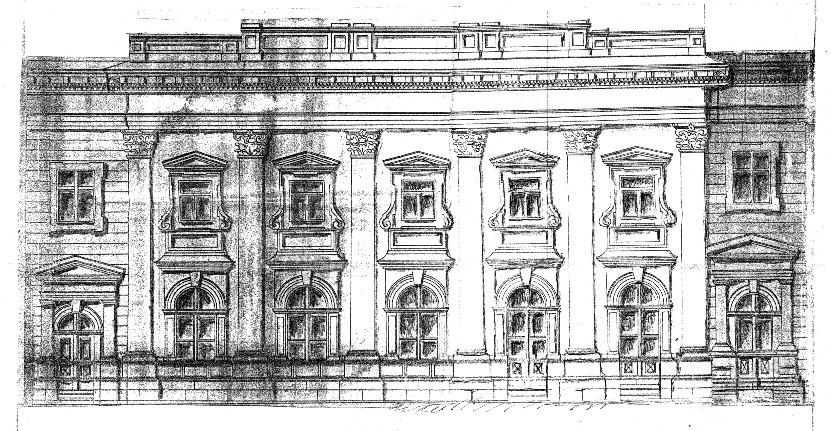
Синагога Ковеа ітім ле Тора
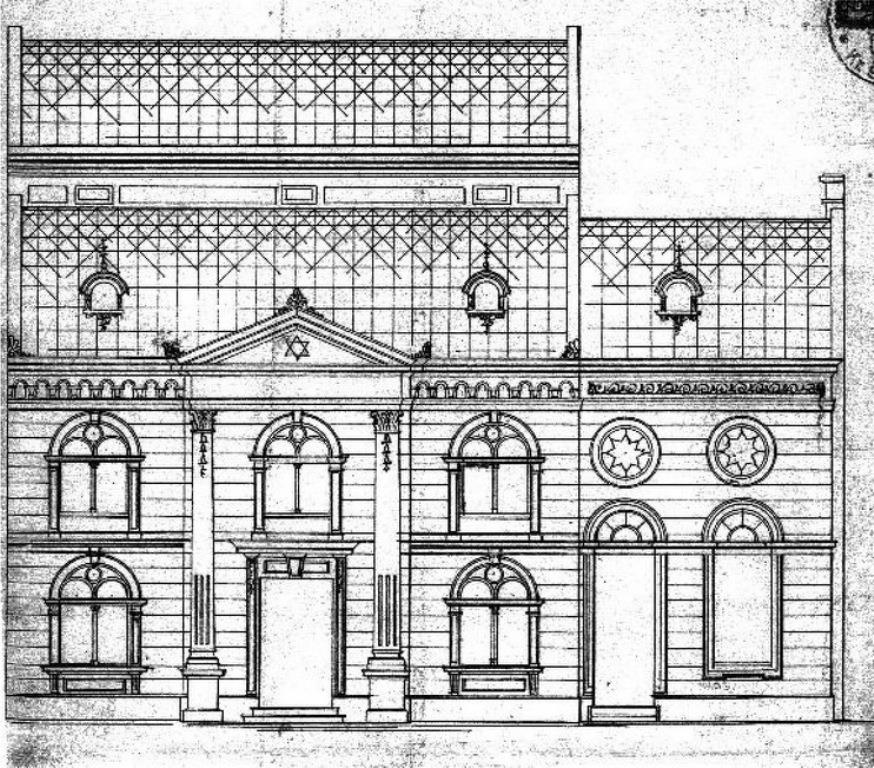
Синагога Огель Єшарім
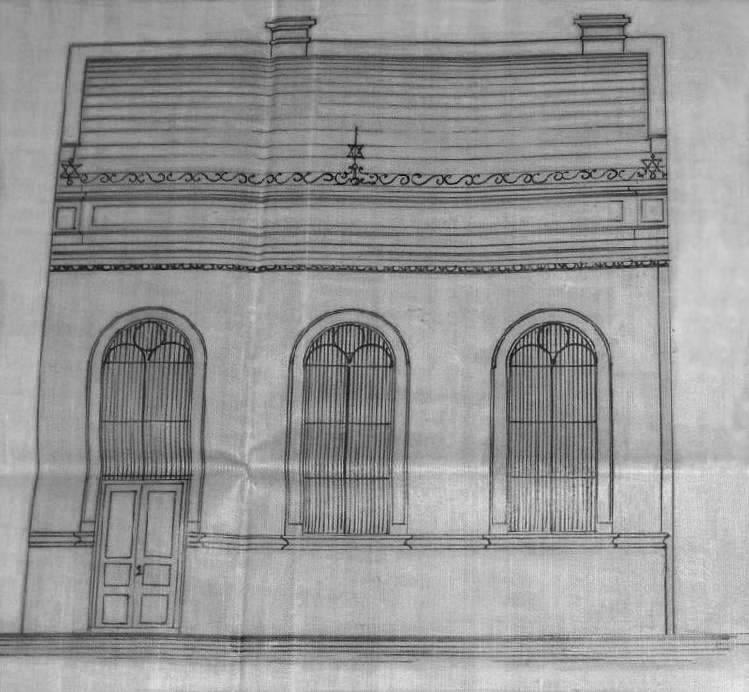
Синагога Аґудас Шльома
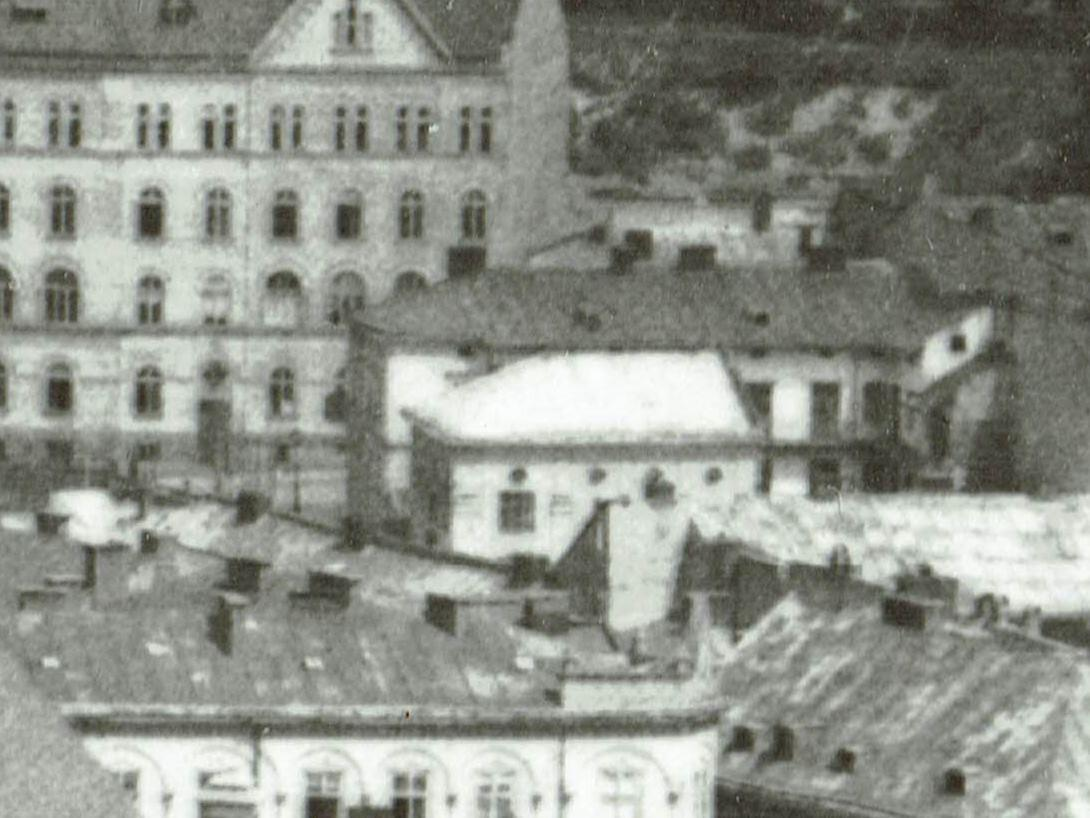
Синагога Мефоршей га-ям
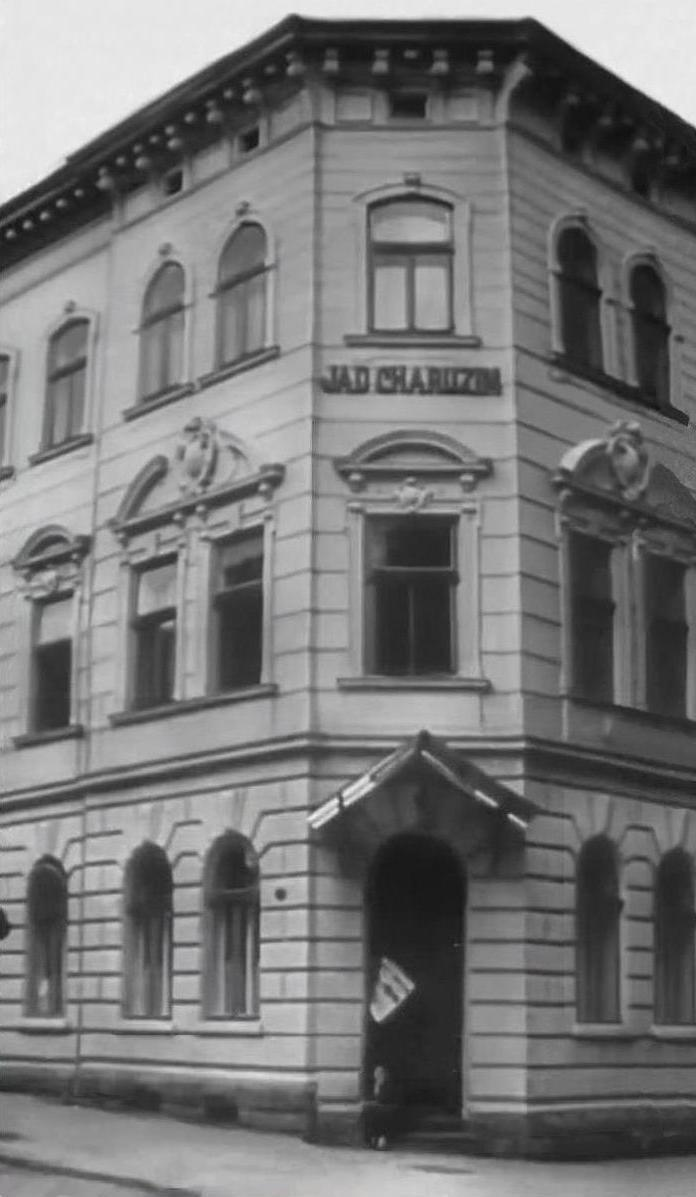
Яд Харуцим, вхід до синагоги
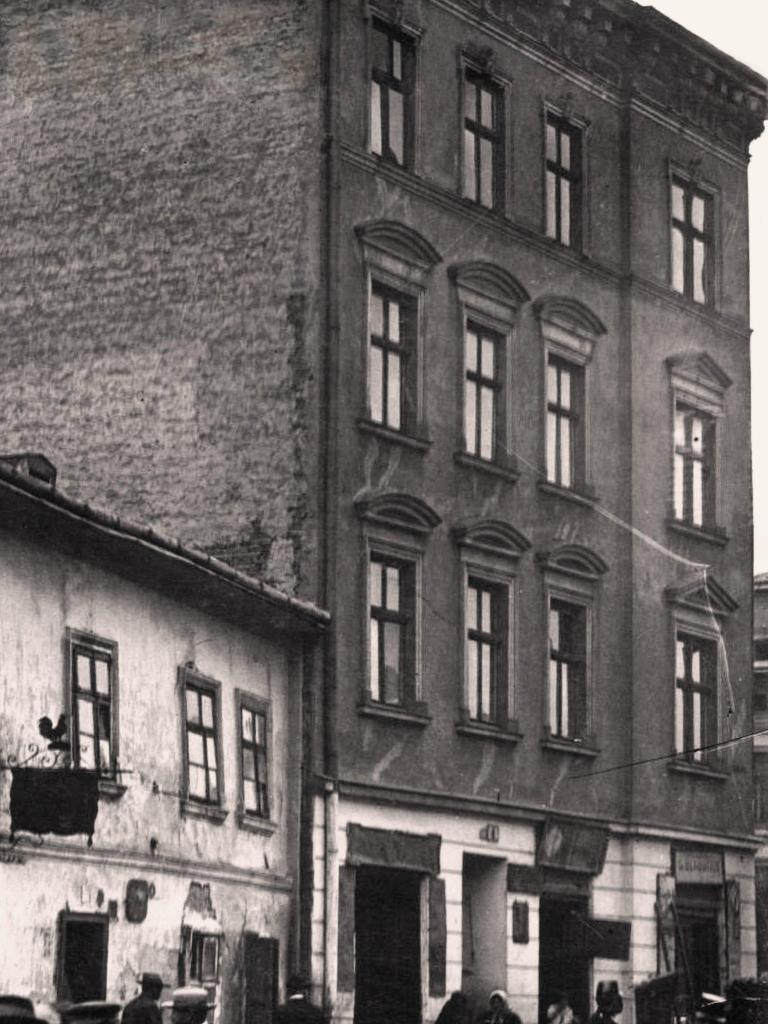
Вул. Пелтевна, 4, де був розташований Клойз Хабад-Бреслев
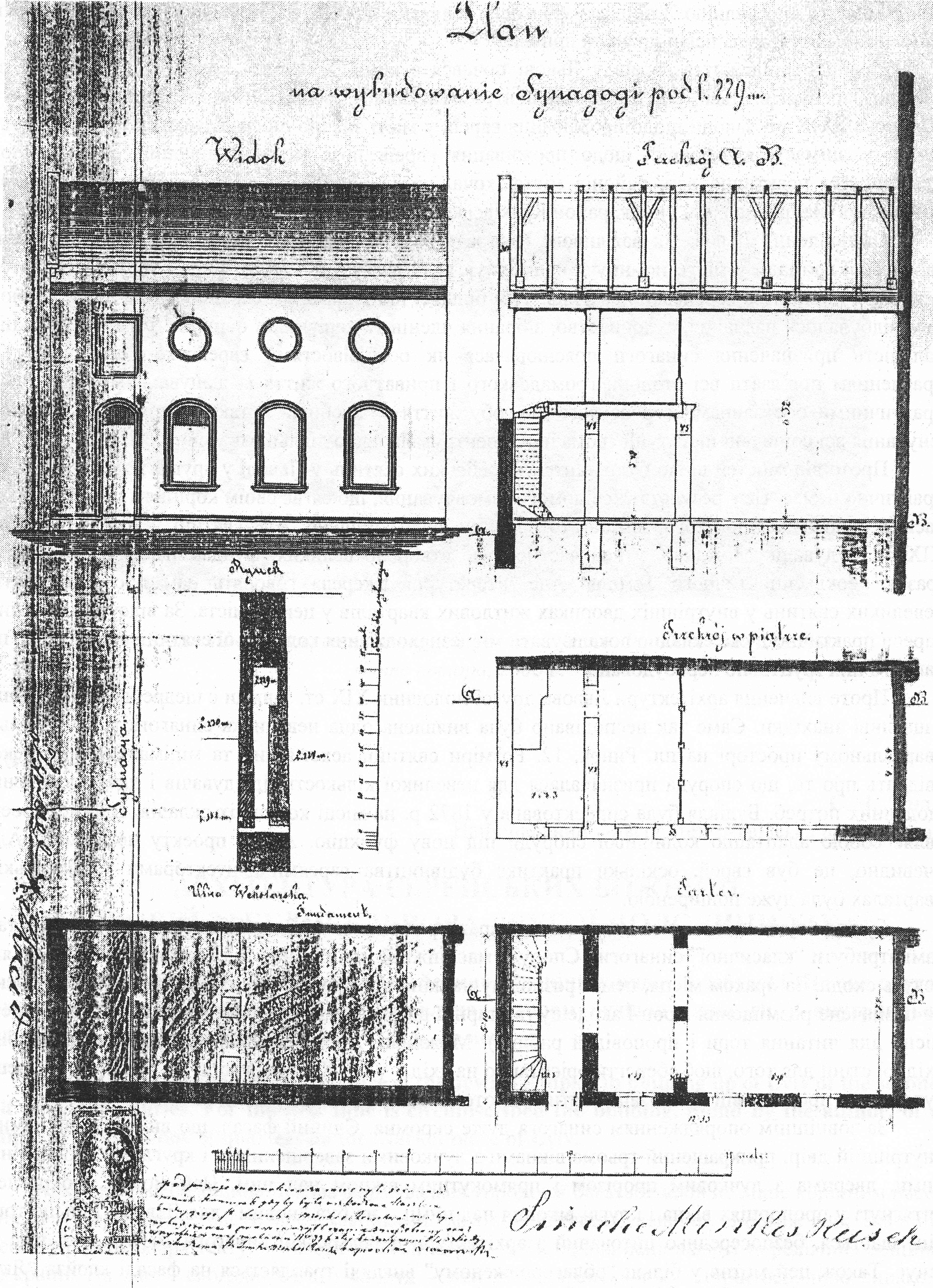
Проект синагоги «Шомрей шабат», 1870 р.
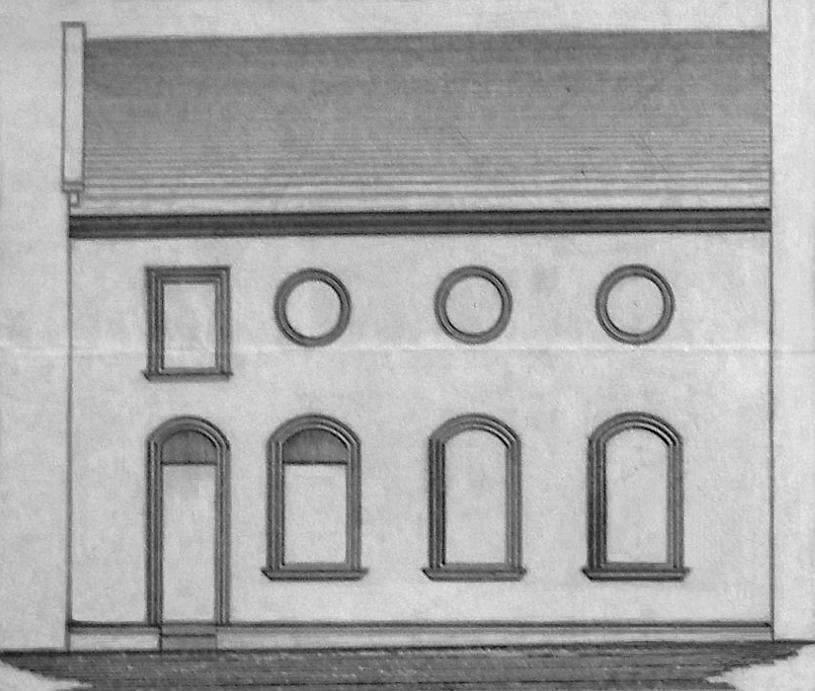
Синагога «Шомрей Шабат»
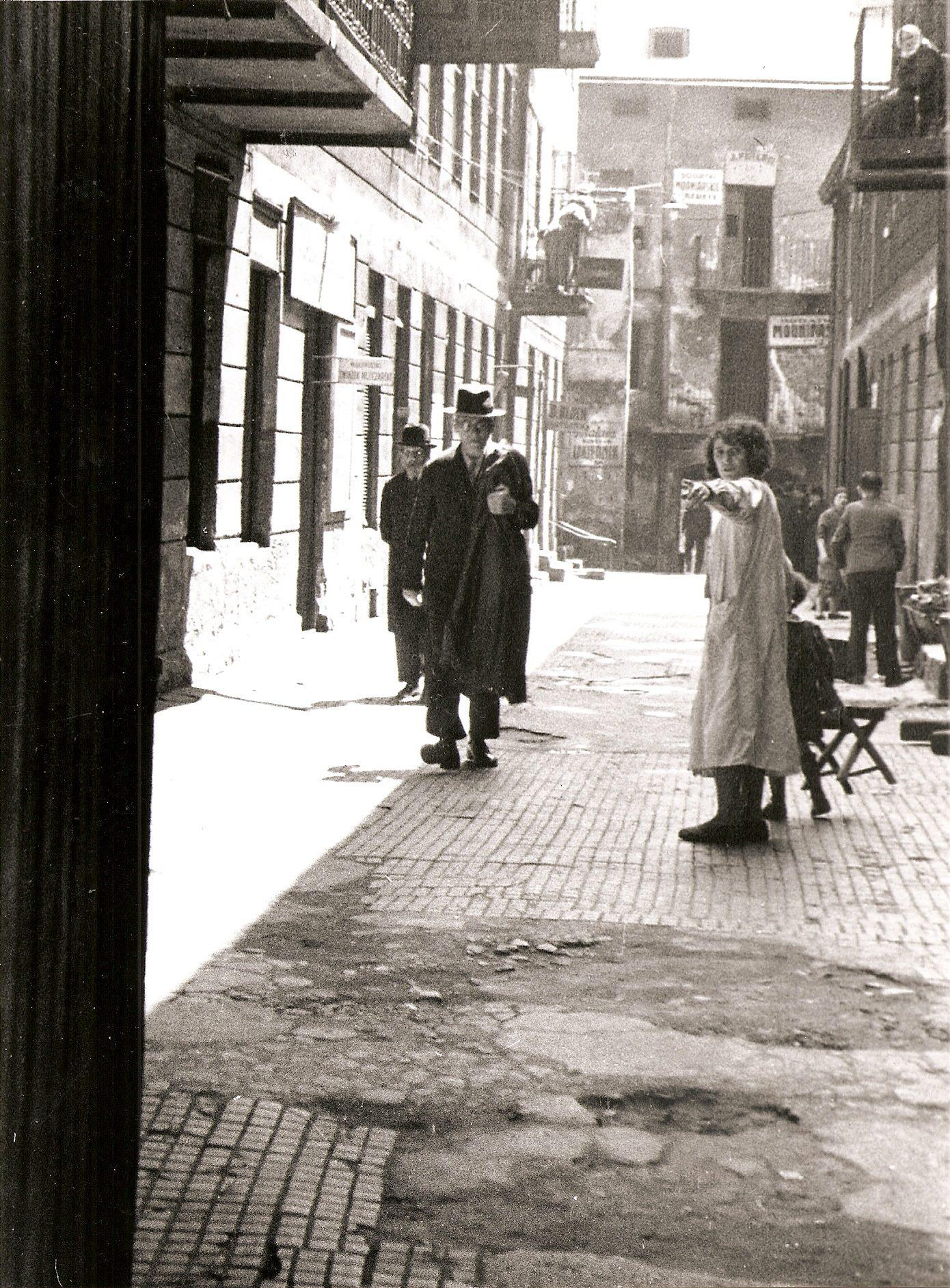
Біля синагоги Шомрей Шабат, 1937 р.
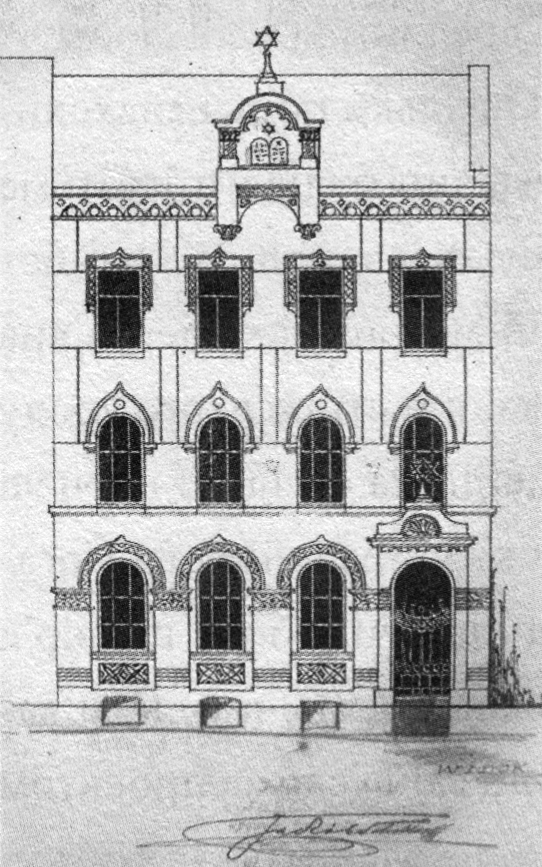
Синагога «Бейт Лехем»
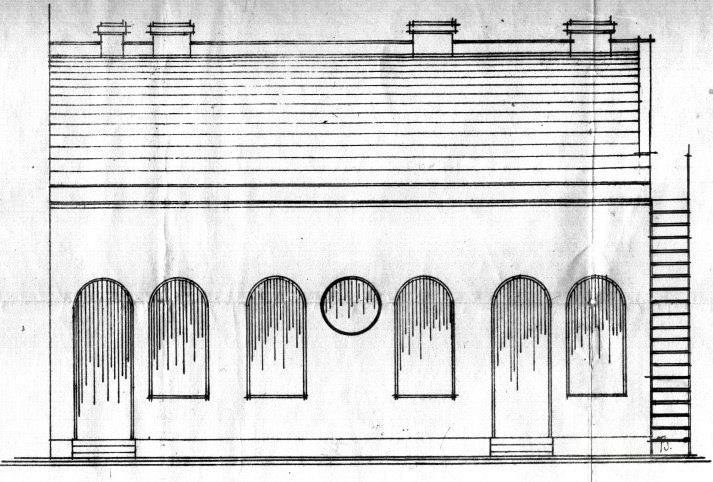
Синагога Мелехес Генох
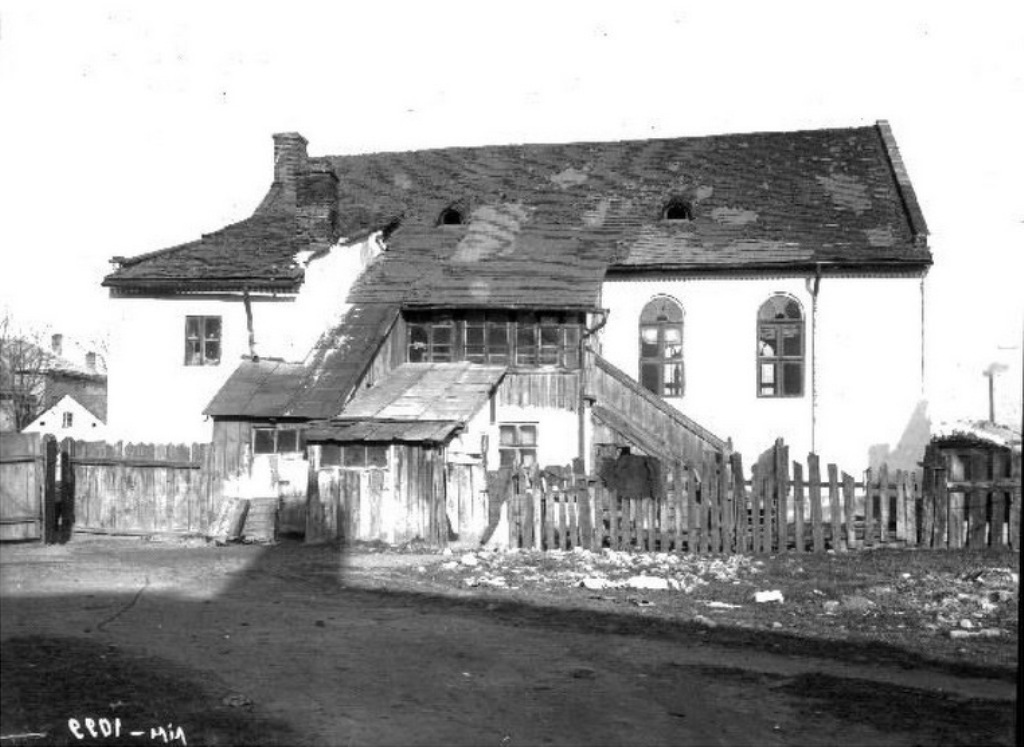
Синагога на Знесінні
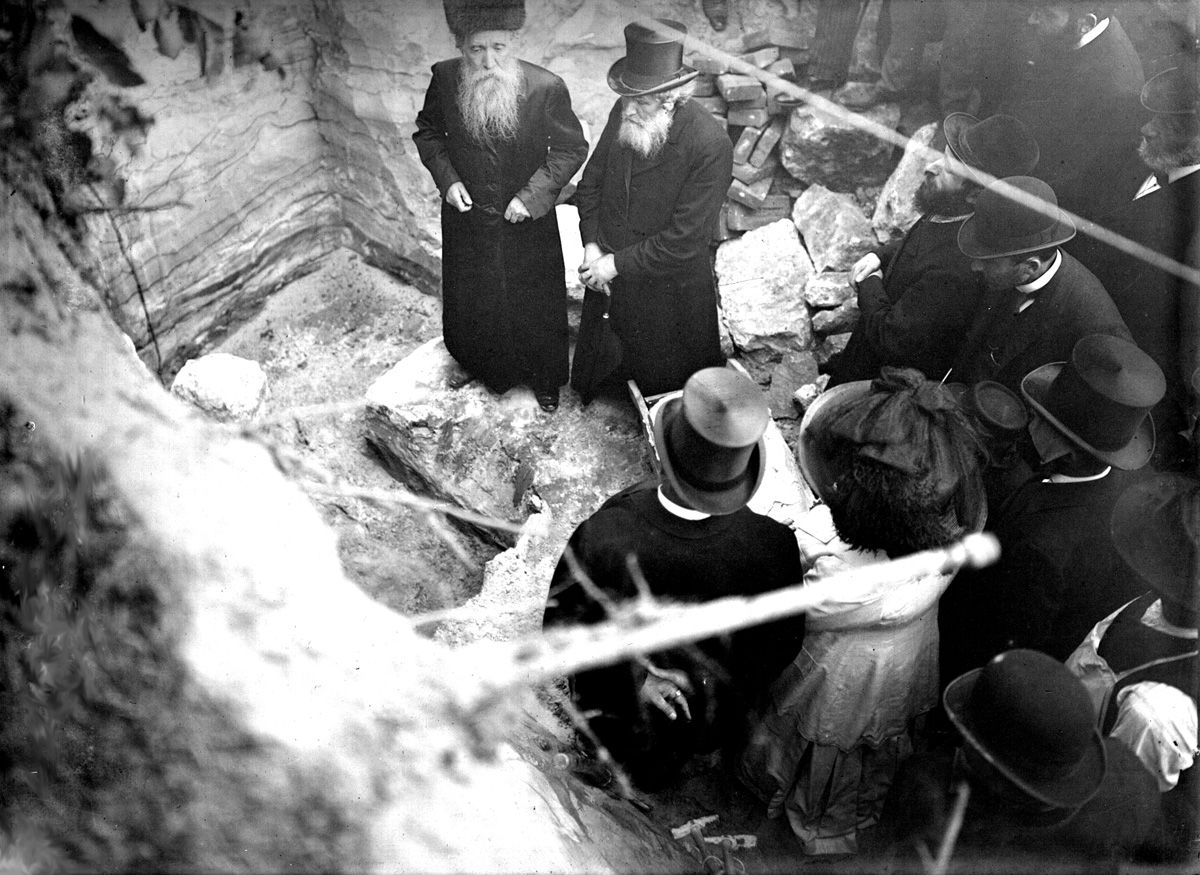
Закладення синагоги Лев Ізраель
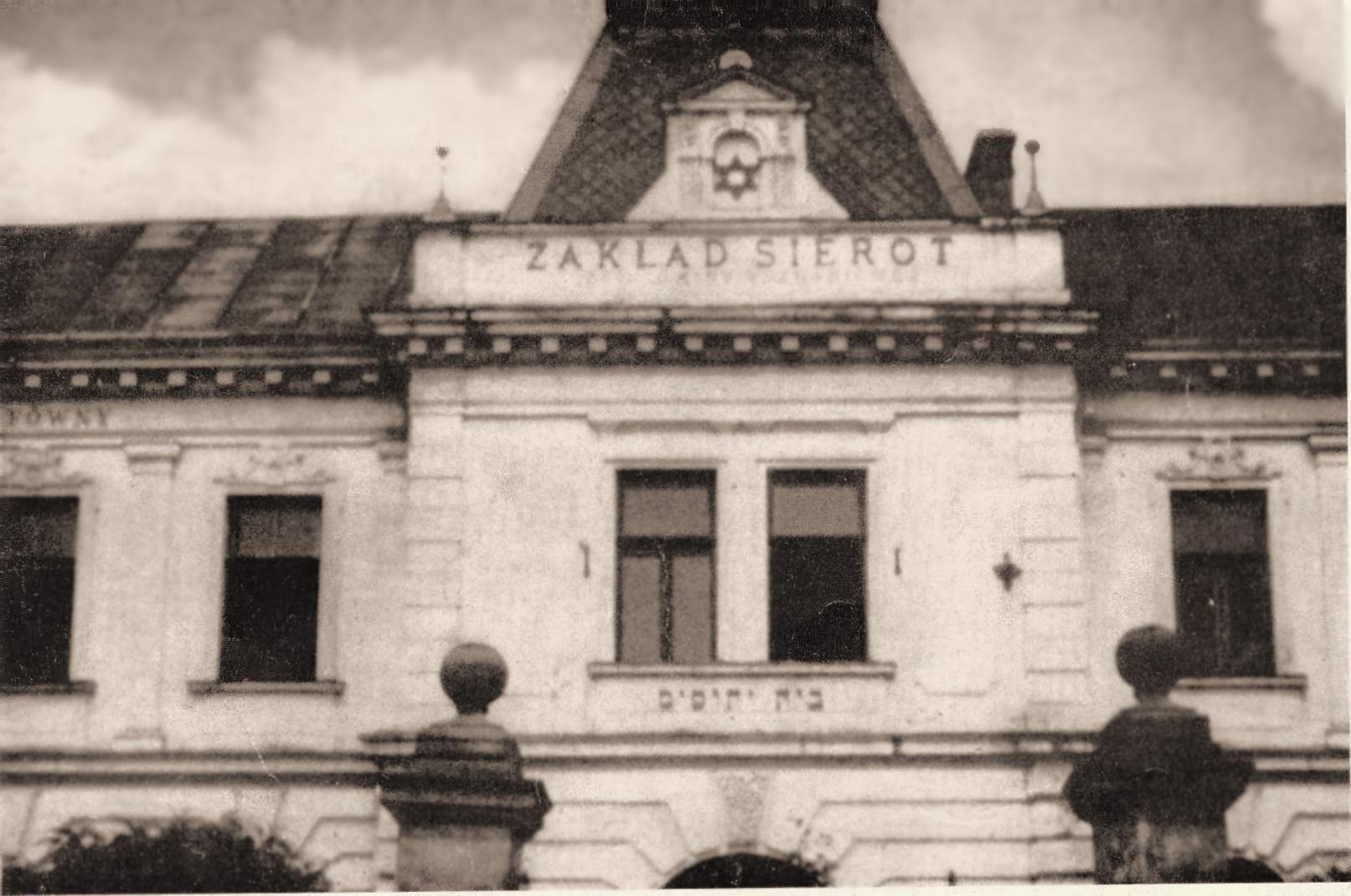
Єврейський Дім сиріт, в якому була також синагога
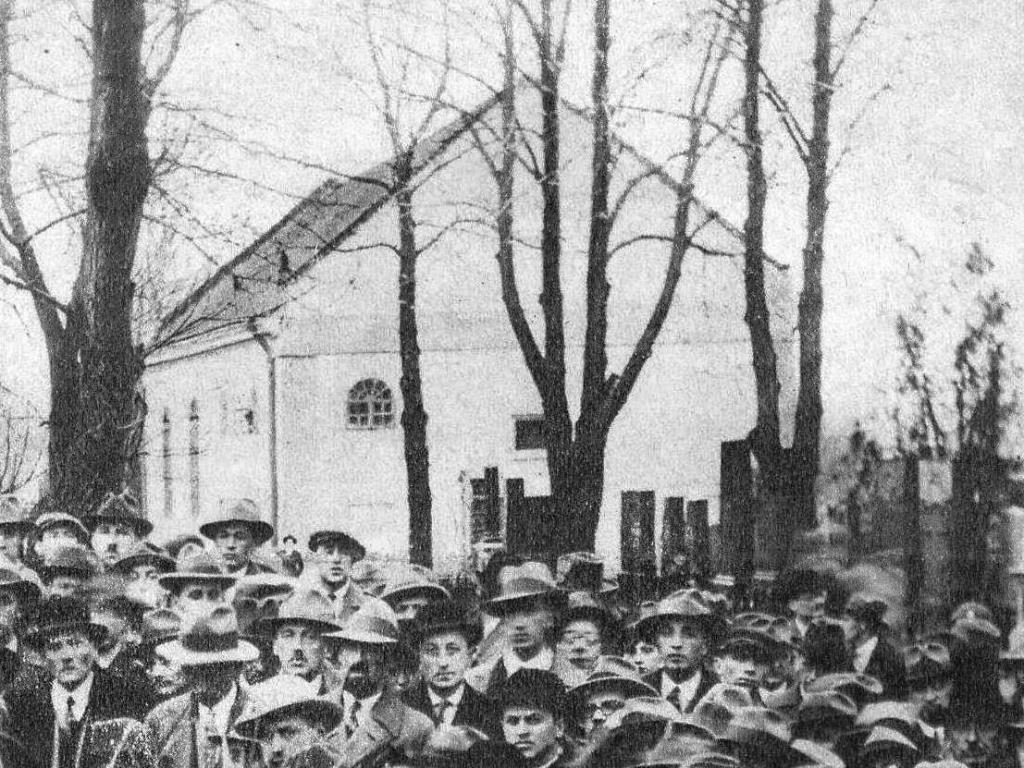
Синагога Алос Ефраим на Новому єврейському цвинтарі
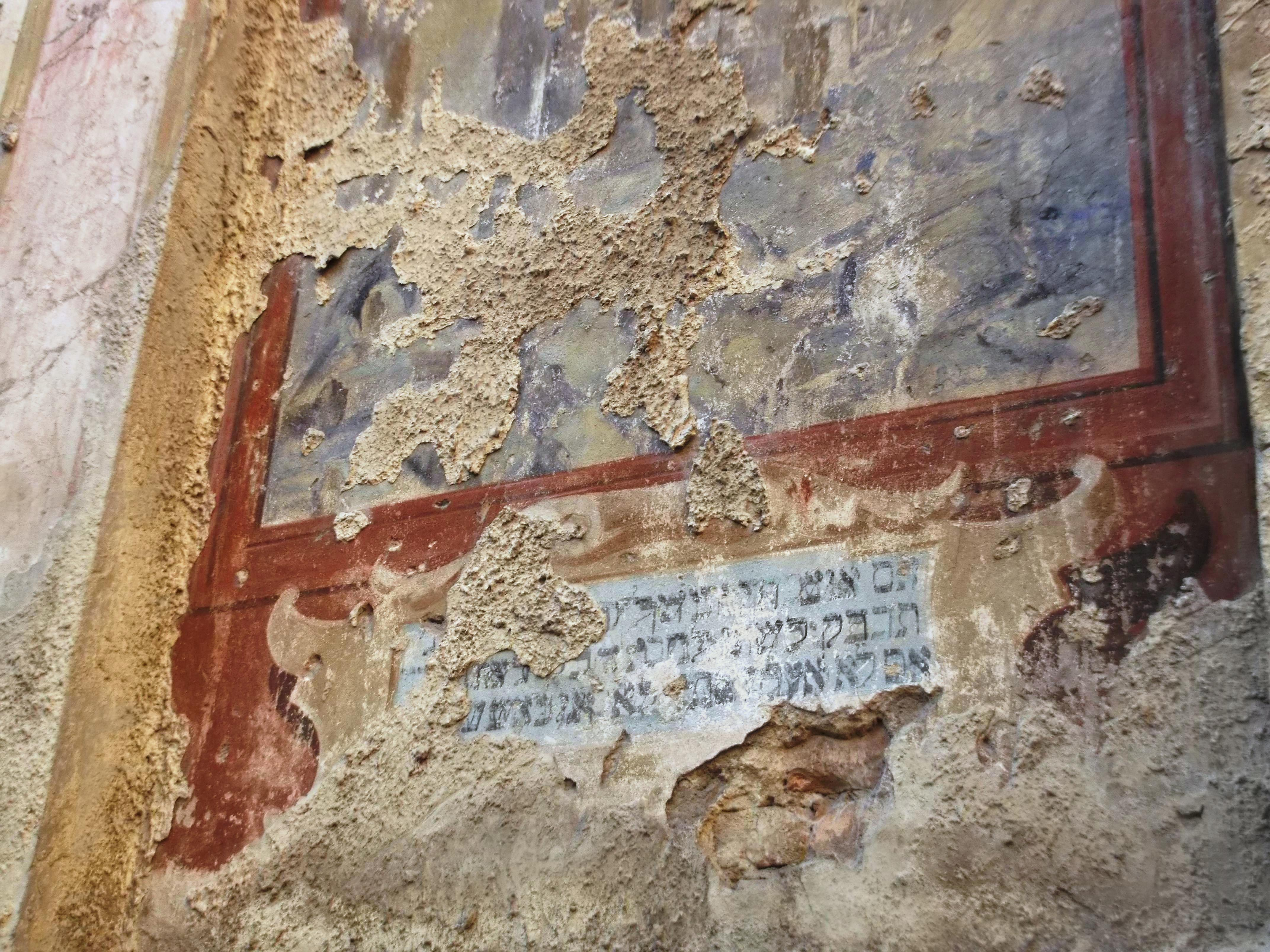
Розпис синагоги Зіхрон Йосеф
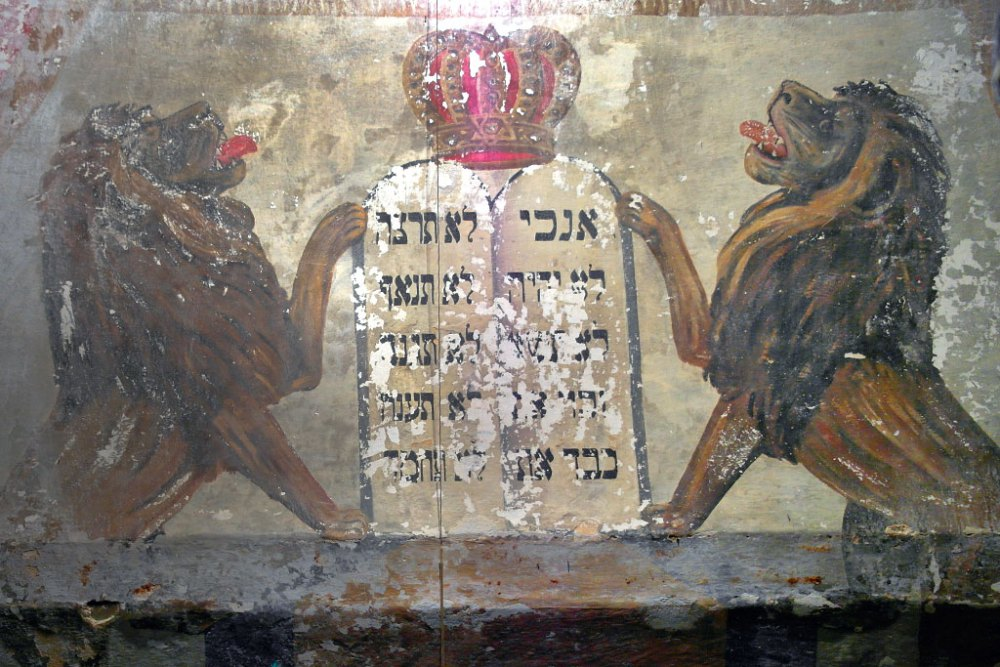
Розпис синагоги Ховевей Гадат
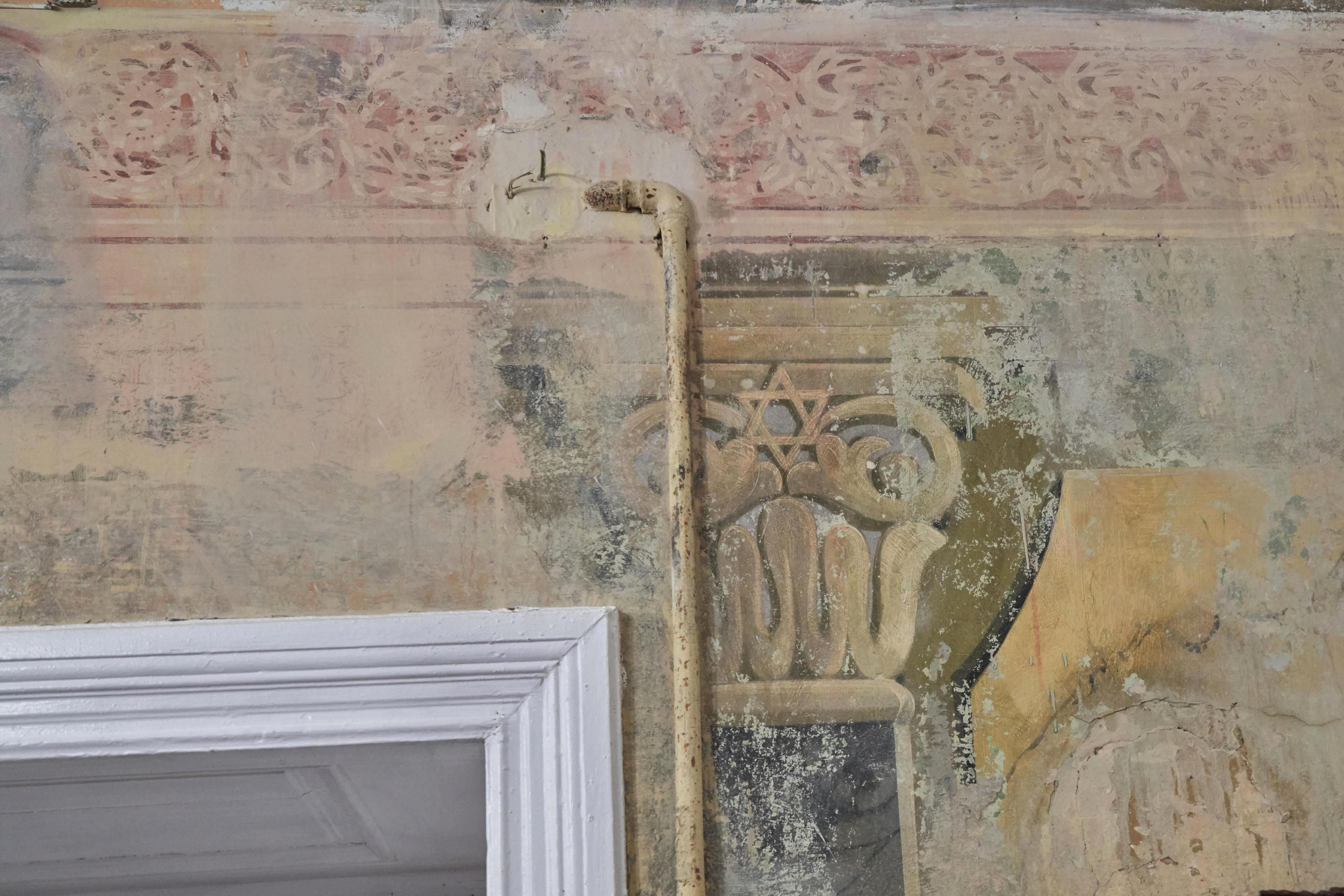
Розпис синагоги Тікват Ціон
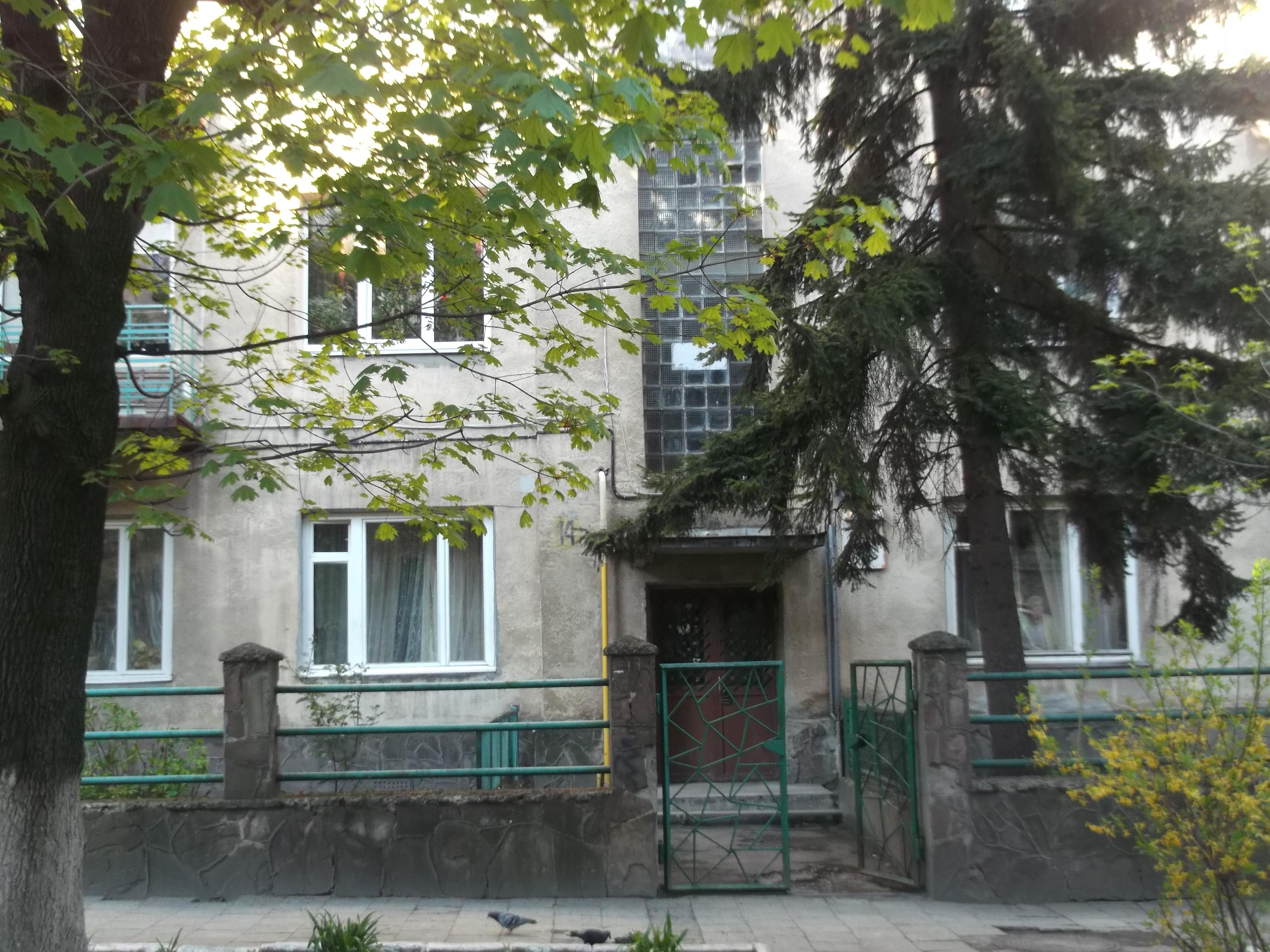
Колишня синагога Ґал Ейд
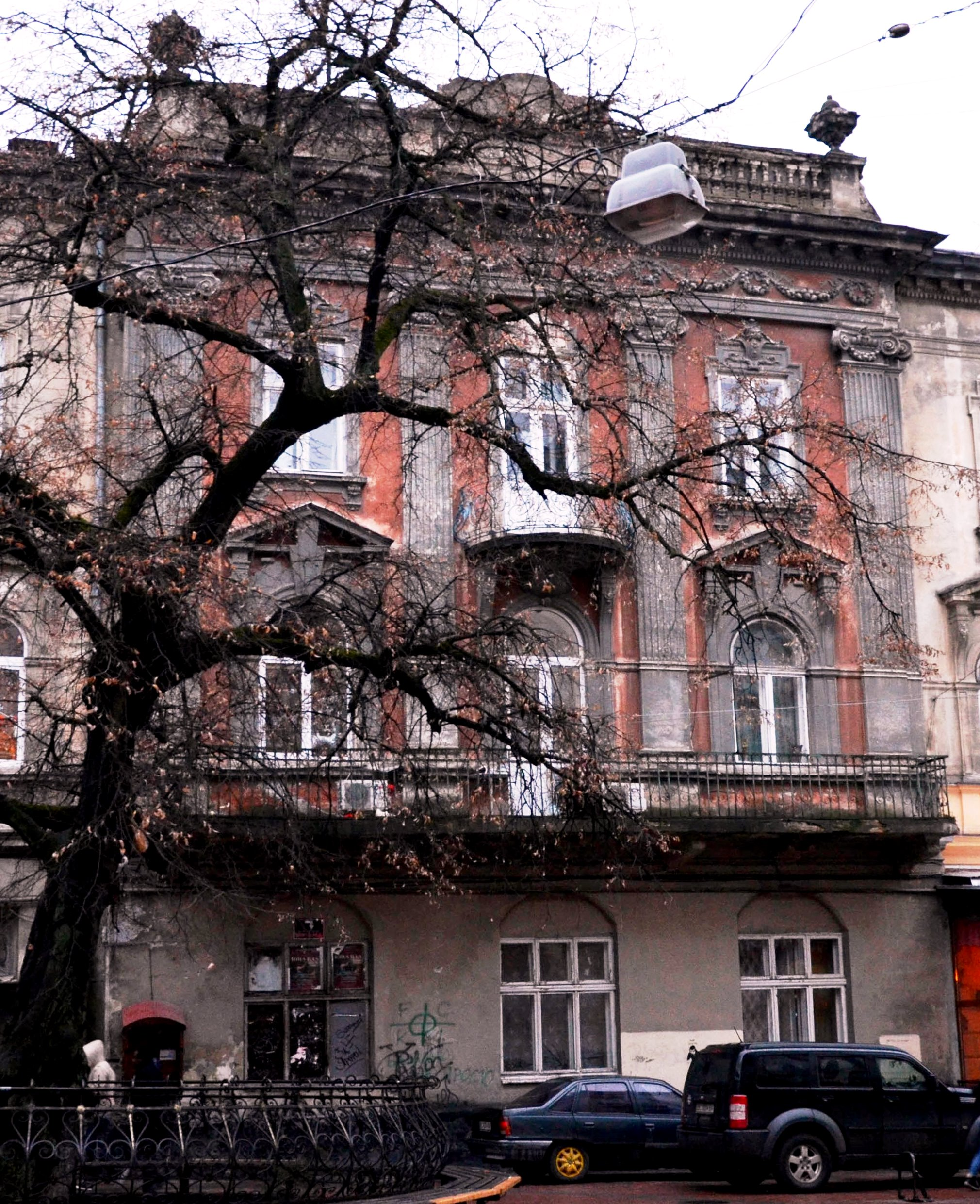
Синагога Ахіезер займала 3-ій поверх
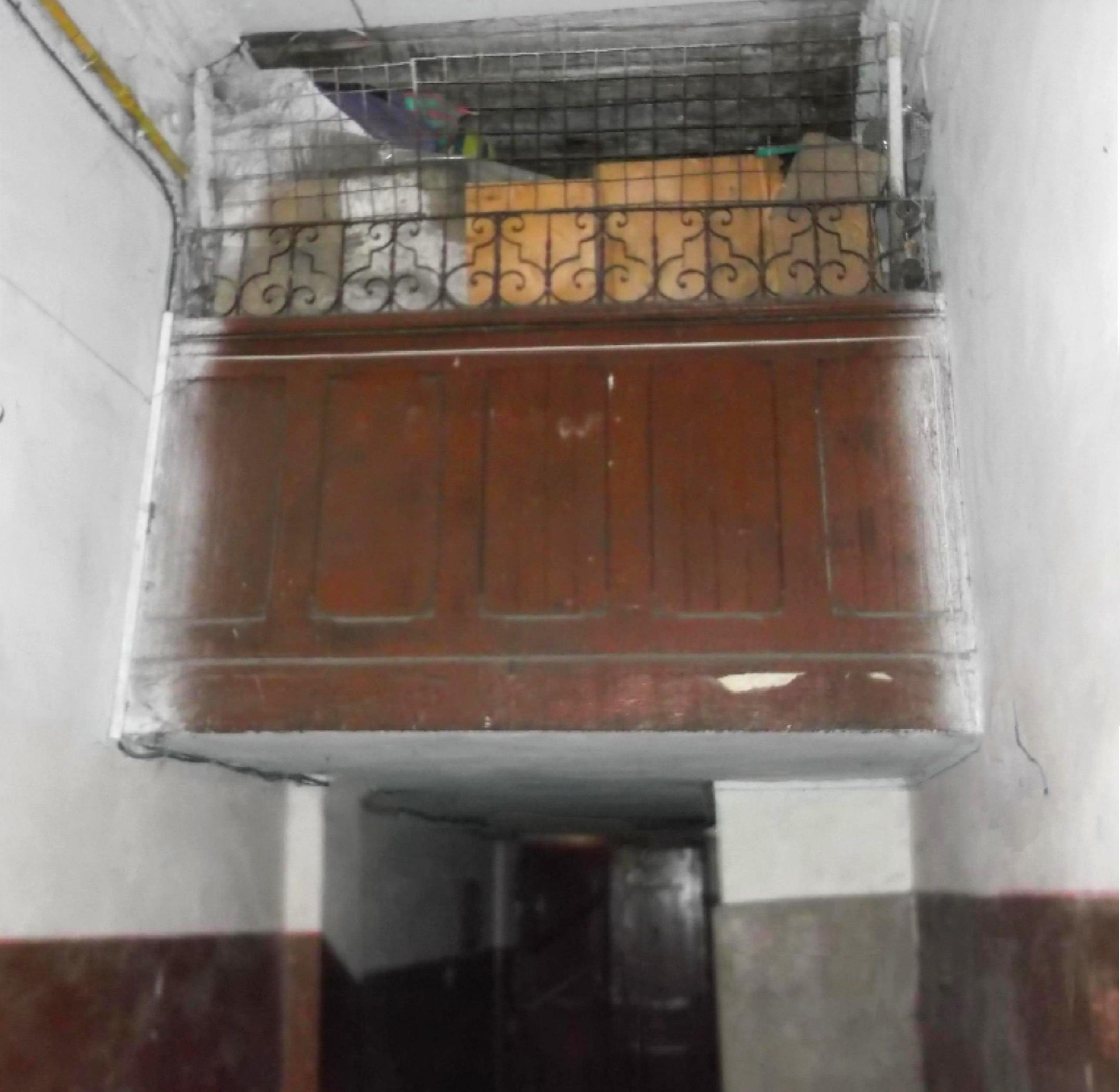
Балкон для жінок в синагозі Бейт Цві Зеев Рапп
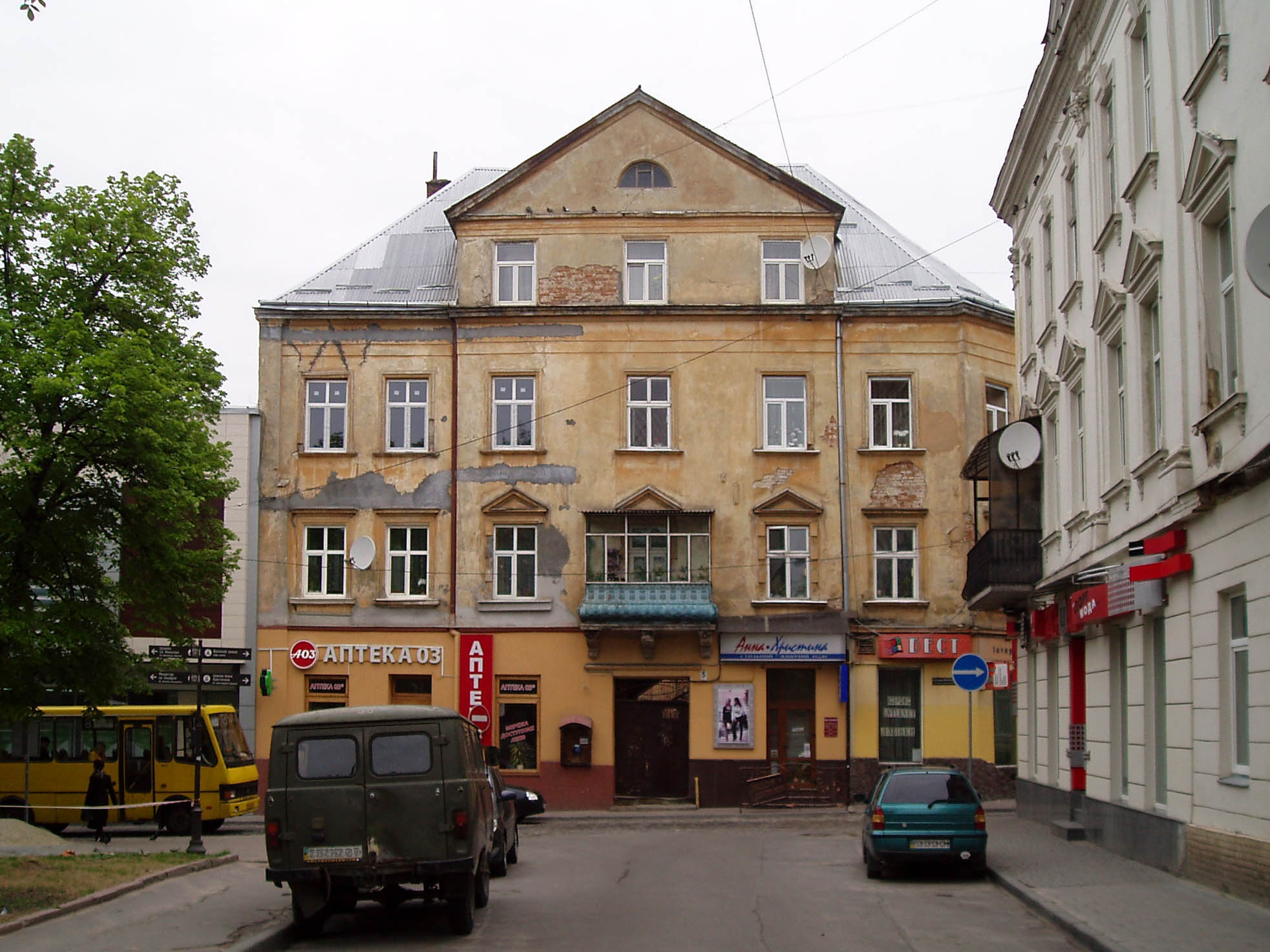
Єшива Ор Тора, де була «Ешиве шул»
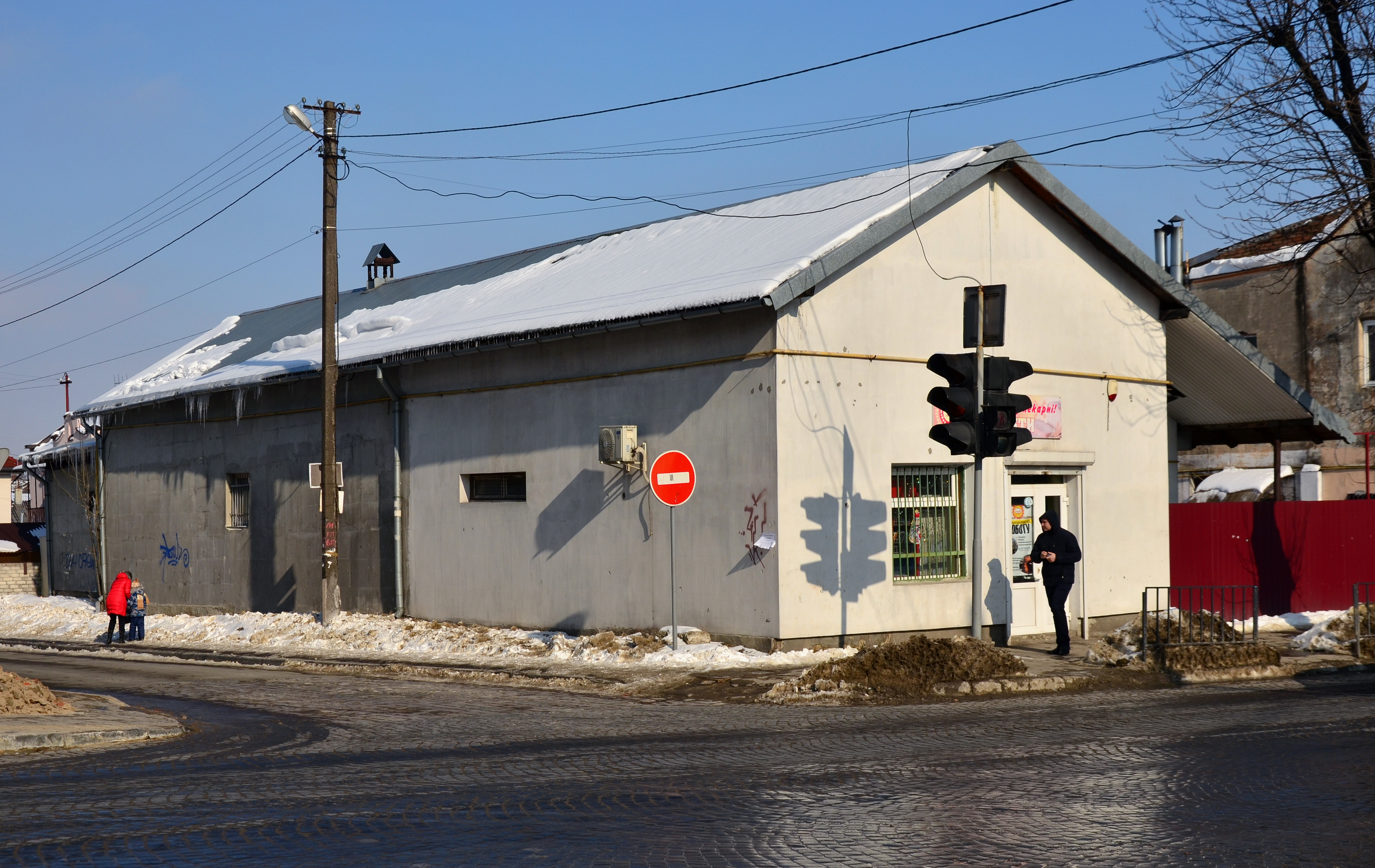
Будівля синагоги Нецах Ісраель
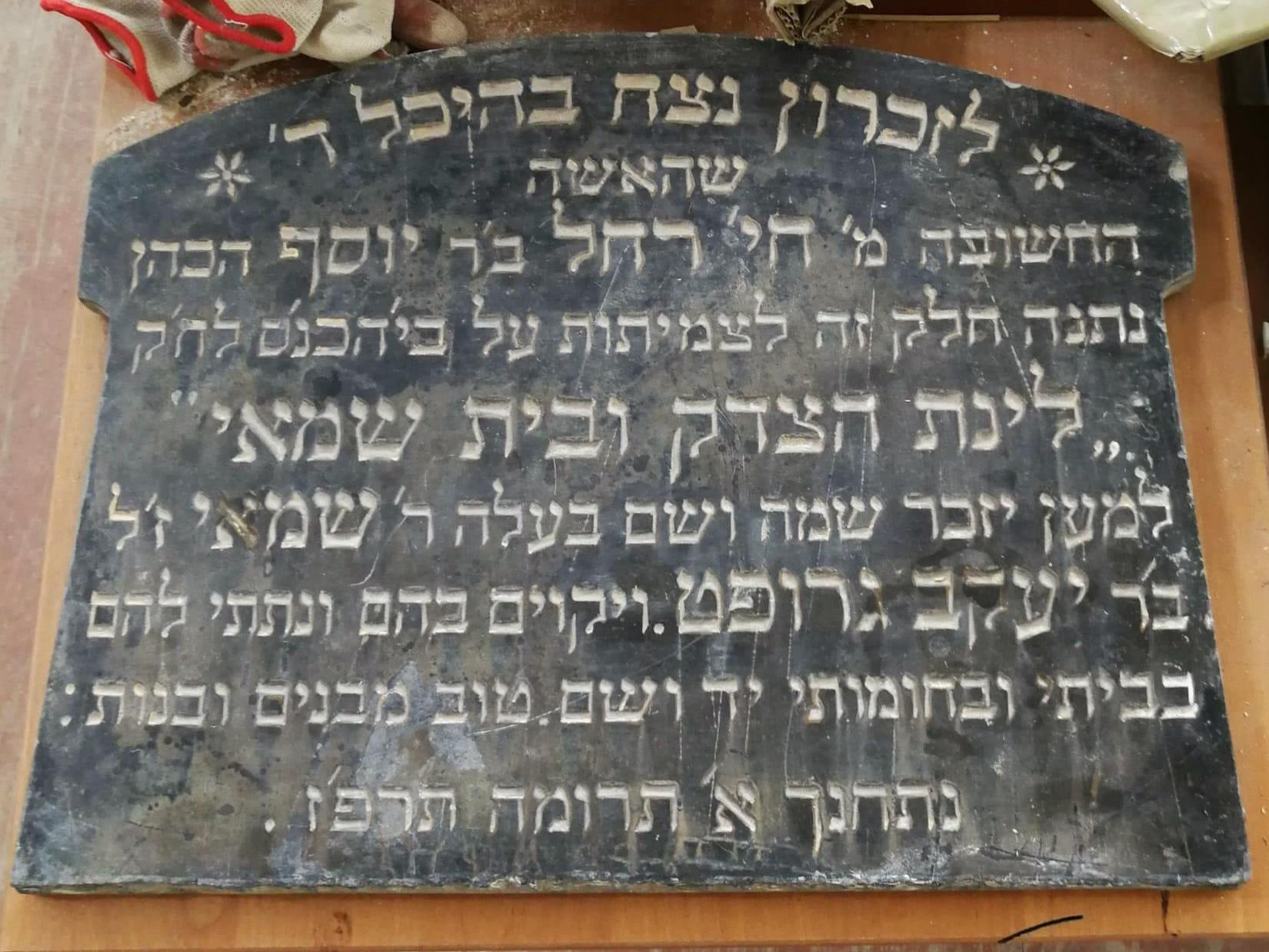
Меморіальна дошка з синагоги Лінас га-Цедек у-Бейс Шамай